# Eleições autárquicas de 2013 em Lisboa
As eleições autárquicas de 2013 serviram para eleger os membros dos diferentes órgãos do poder local do Concelho de Lisboa.
Os resultados deram a vitória ao Partido Socialista e ao seu candidato, António Costa, algo que, permitiu manter o poder conquistado em 2007. Os 50,91% dos votos e 11 vereadores obtidos pelo PS foram os melhores resultados no concelho de Lisboa por um partido sozinho.
Por outro lado, a coligação de centro-direita, entre PSD, CDS e MPT, liderada por Fernando Seara, obteve, apenas, 22,37% dos votos, pior resultado autárquicas para os partidos de centro-direita em Lisboa.
De destacar, por fim, a eleição de 2 vereadores pela Coligação Democrática Unitária e, a não eleição de um vereador por parte do Bloco de Esquerda.

## Listas e Candidatos

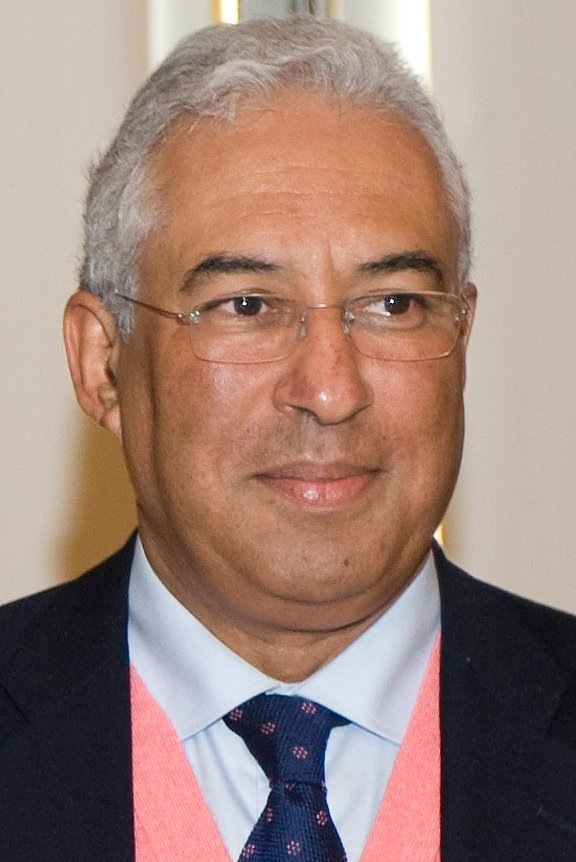
António Costa do PS foi reeleito Presidente da Câmara Municipal

| Lista | Lista                                 | Candidato        |
| ----- | ------------------------------------- | ---------------- |
|       | Partido Socialista                    | António Costa    |
|       | PSD-CDS-MPT                           | Fernando Seara   |
|       | Coligação Democrática Unitária        | João Ferreira    |
|       | Bloco de Esquerda                     | João Semedo      |
|       | Partido pelos Animais e pela Natureza | Paulo Borges     |
|       | PPM-PND-PPV                           | Nuno da Silva    |
|       | PCTP/MRPP                             | Joana Miranda    |
|       | Partido Trabalhista Português         | Amândio Madaleno |
|       | Partido Nacional Renovador            | João Patrocínio  |

## Sondagens
| Data                   | Fonte       | PS    | PS   | PSD-CDS-MPT | PSD-CDS-MPT | PCP-PEV | PCP-PEV | BE   | BE  | Outros | Outros | Vantagem |
| 29 de setembro de 2013 | Autárquicas | 50,91 | 11   | 22,37       | 4           | 9,85    | 2       | 4,61 | 0   | 5,37   | 0      | 28,54    |
| 13 de setembro de 2013 | [ 7 ]       | 50,0  | 9/10 | 26,9        | 5           | 11,0    | 1/2     | 6,6  | 1   | 5,5    | 0      | 23,1     |
| 8 de agosto de 2013    | [ 8 ]       | 50,5  | 9/10 | 29,5        | 5/6         | 8,8     | 1       | 6,3  | 1   | 4,9    | 0      | 21,0     |
| 21 de julho de 2013    | [ 9 ]       | 52,5  | 9/10 | 27,5        | 5/6         | 9,0     | 1       | 6,9  | 0/1 | 4,1    | 0      | 25,0     |
| 2 de junho de 2013     | [ 10 ]      | 52,1  | 9/10 | 30,0        | 5/6         | 8,6     | 1       | 5,3  | 0/1 | 4,0    | 0      | 22,1     |
| 11 de outubro de 2009  | Autárquicas | 44,01 | 9    | 38,69       | 7           | 8,07    | 1       | 4,56 | 0   | 2,11   | 0      | 5,32     |

## Resultados Oficiais
Os resultados para os diferentes órgãos locais no concelho de Lisboa foram os seguintes:

## Mapa

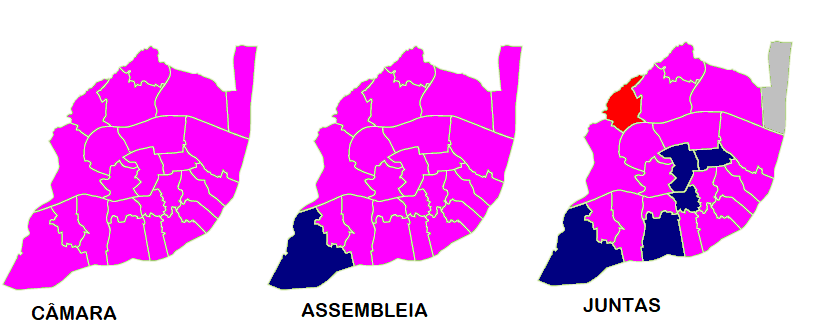
Partido mais votado por Freguesia

### Câmara Municipal e Vereadores
| Partido                 | Partido                               | Votos   | %               | +/-   | Vereadores | +/-     |
| ----------------------- | ------------------------------------- | ------- | --------------- | ----- | ---------- | ------- |
|                         | Partido Socialista                    | 116 425 | 50,91 / 100,00  | 6,90  | 11 / 17    | 2       |
|                         | PSD-CDS-MPT                           | 51 156  | 22,37 / 100,00  | 16,32 | 4 / 17     | 3       |
|                         | Coligação Democrática Unitária        | 22 519  | 9,85 / 100,00   | 1,78  | 2 / 17     | 1       |
|                         | Bloco de Esquerda                     | 10 533  | 4,61 / 100,00   | 0,05  | 0 / 17     | Estável |
|                         | Partido pelos Animais e pela Natureza | 5 227   | 2,29 / 100,00   | Novo  | 0 / 17     | Novo    |
|                         | PPM-PND-PPV                           | 2 814   | 1,23 / 100,00   | Novo  | 0 / 17     | Novo    |
|                         | PCTP/MRPP                             | 2 378   | 1,04 / 100,00   | 0,37  | 0 / 17     | Estável |
|                         | Partido Nacional Renovador            | 1 182   | 0,52 / 100,00   | 0,19  | 0 / 17     | Estável |
|                         | Partido Trabalhista Português         | 656     | 0,29 / 100,00   | -     | 0 / 17     | -       |
| Votos Inválidos         | Votos Inválidos                       | 15 792  | 6,90 / 100,00   | 4,35  |            |         |
| Total                   | Total                                 | 228 682 | 100,00 / 100,00 |       | 17 / 17    |         |
| Eleitorado/Participação | Eleitorado/Participação               | 507 495 | 45,06 / 100,00  | 8,37  |            |         |

### Assembleia Municipal
| Partido                 | Partido                               | Votos   | %               | +/-   | Deputados | +/-     |
| ----------------------- | ------------------------------------- | ------- | --------------- | ----- | --------- | ------- |
|                         | Partido Socialista                    | 97 114  | 42,34 / 100,00  | 2,99  | 25 / 51   | 2       |
|                         | PSD-CDS-MPT                           | 57 182  | 24,93 / 100,00  | 13,85 | 14 / 51   | 9       |
|                         | Coligação Democrática Unitária        | 27 257  | 11,88 / 100,00  | 1,88  | 7 / 51    | 2       |
|                         | Bloco de Esquerda                     | 15 852  | 6,91 / 100,00   | 0,18  | 4 / 51    | 1       |
|                         | Partido pelos Animais e pela Natureza | 6 827   | 2,98 / 100,00   | Novo  | 1 / 51    | Novo    |
|                         | PPM-PND-PPV                           | 3 443   | 1,50 / 100,00   | Novo  | 0 / 51    | Novo    |
|                         | PCTP/MRPP                             | 2 841   | 1,24 / 100,00   | 0,37  | 0 / 51    | Estável |
|                         | Partido Nacional Renovador            | 1 326   | 0,58 / 100,00   | 0,15  | 0 / 51    | Estável |
|                         | Partido Trabalhista Português         | 778     | 0,34 / 100,00   | -     | 0 / 51    | -       |
| Votos Inválidos         | Votos Inválidos                       | 16 739  | 7,30 / 100,00   | 4,69  |           |         |
| Total                   | Total                                 | 229 359 | 100,00 / 100,00 |       | 51 / 51   | 3       |
| Eleitorado/Participação | Eleitorado/Participação               | 507 495 | 45,19 / 100,00  | 8,21  |           |         |

### Assembleias de Freguesia
| Partido                 | Partido                               | Votos   | %               | +/-     | Presidentes | Mandatos  | +/-     |
| ----------------------- | ------------------------------------- | ------- | --------------- | ------- | ----------- | --------- | ------- |
|                         | Partido Socialista                    | 91 559  | 40,05 / 100,00  | 3,75    | 17 / 24     | 178 / 372 | 73      |
|                         | PSD-CDS-MPT                           | 59 820  | 26,17 / 100,00  | 13,16   | 5 / 24      | 112 / 372 | 153     |
|                         | Coligação Democrática Unitária        | 32 709  | 14,31 / 100,00  | 0,99    | 1 / 24      | 55 / 372  | 25      |
|                         | Bloco de Esquerda                     | 12 773  | 5,59 / 100,00   | 0,89    | 0 / 24      | 15 / 372  | 3       |
|                         | Grupo de Cidadãos                     | 6 892   | 3,01 / 100,00   | 2,41    | 1 / 24      | 11 / 372  | 4       |
|                         | PPM-PND-PPV                           | 3 767   | 1,65 / 100,00   | Novo    | 0 / 24      | 0 / 372   | Novo    |
|                         | Partido pelos Animais e pela Natureza | 2 017   | 0,88 / 100,00   | Novo    | 0 / 24      | 1 / 372   | Novo    |
|                         | PCTP/MRPP                             | 1 627   | 0,71 / 100,00   | 0,41    | 0 / 24      | 0 / 372   | Estável |
|                         | Partido Trabalhista Português         | 616     | 0,27 / 100,00   | 0,17    | 0 / 24      | 0 / 372   | Estável |
|                         | Partido Nacional Renovador            | 187     | 0,08 / 100,00   | Estável | 0 / 24      | 0 / 372   | Estável |
| Votos Inválidos         | Votos Inválidos                       | 16 638  | 7,28 / 100,00   | 4,02    |             |           |         |
| Total                   | Total                                 | 228 605 | 100,00 / 100,00 |         | 24 / 24     | 372 / 372 | 249     |
| Eleitorado/Participação | Eleitorado/Participação               | 507 495 | 45,05 / 100,00  | 8,37    |             |           |         |

## Resultados por Freguesia

### Câmara Municipal
| Freguesia               | %     | %             | %     | %    | %    | %             | %    | %    | %    | Votantes |
| Freguesia               | PS    | PSD- CDS- MPT | CDU   | BE   | PAN  | PPM- PND- PPV | PCTP | PNR  | PTP  | Votantes |
| ----------------------- | ----- | ------------- | ----- | ---- | ---- | ------------- | ---- | ---- | ---- | -------- |
| Ajuda                   | 56,50 | 12,24         | 16,50 | 4,41 | 1,84 | 0,60          | 1,22 | 0,30 | 0,26 | 6 618    |
| Alcântara               | 49,37 | 20,91         | 12,93 | 4,68 | 2,34 | 0,87          | 1,44 | 0,45 | 0,28 | 5 979    |
| Alvalade                | 46,35 | 29,46         | 7,44  | 4,50 | 2,30 | 1,34          | 0,70 | 0,51 | 0,15 | 14 221   |
| Areeiro                 | 46,80 | 29,30         | 6,38  | 4,45 | 2,22 | 1,69          | 0,42 | 0,88 | 0,17 | 9 058    |
| Arroios                 | 46,35 | 23,91         | 9,54  | 6,45 | 3,39 | 1,83          | 1,08 | 0,46 | 0,16 | 12 217   |
| Avenidas Novas          | 46,29 | 31,26         | 5,76  | 3,77 | 2,11 | 1,83          | 0,46 | 0,56 | 0,18 | 10 143   |
| Beato                   | 62,20 | 14,21         | 10,24 | 4,01 | 1,64 | 0,63          | 1,23 | 0,34 | 0,22 | 5 537    |
| Belém                   | 44,57 | 30,69         | 6,67  | 3,59 | 2,32 | 2,30          | 0,39 | 0,66 | 0,08 | 7 406    |
| Benfica                 | 52,87 | 21,43         | 9,89  | 4,82 | 2,25 | 0,67          | 1,13 | 0,34 | 0,16 | 15 777   |
| Campo de Ourique        | 49,97 | 24,49         | 8,65  | 4,90 | 2,30 | 1,30          | 0,93 | 0,47 | 0,23 | 10 078   |
| Campolide               | 56,75 | 19,25         | 9,10  | 4,28 | 1,98 | 1,07          | 0,73 | 0,41 | 0,23 | 6 152    |
| Carnide                 | 49,85 | 17,90         | 15,47 | 3,82 | 2,41 | 1,16          | 1,62 | 0,50 | 0,23 | 8 516    |
| Estrela                 | 45,09 | 30,32         | 8,07  | 3,47 | 2,16 | 1,44          | 0,69 | 0,58 | 0,16 | 8 239    |
| Lumiar                  | 52,10 | 23,93         | 7,06  | 4,35 | 2,18 | 1,28          | 0,64 | 0,54 | 0,15 | 16 817   |
| Marvila                 | 53,74 | 13,34         | 14,25 | 5,25 | 1,96 | 0,77          | 2,44 | 0,67 | 1,59 | 13 342   |
| Misericórdia            | 53,20 | 17,56         | 11,16 | 5,42 | 3,10 | 1,34          | 0,96 | 0,44 | 0,29 | 5 513    |
| Olivais                 | 52,24 | 18,10         | 11,81 | 4,95 | 2,52 | 0,97          | 1,48 | 0,58 | 0,42 | 15 152   |
| Parque das Nações       | 57,18 | 19,32         | 6,61  | 4,04 | 2,44 | 1,55          | 0,60 | 0,63 | 0,19 | 8 104    |
| Penha de França         | 53,78 | 19,47         | 10,36 | 5,46 | 2,83 | 0,91          | 0,98 | 0,50 | 0,20 | 11 084   |
| Santa Clara             | 52,71 | 17,86         | 12,89 | 4,22 | 1,78 | 1,06          | 1,42 | 0,61 | 0,40 | 7 418    |
| Santa Maria Maior       | 52,27 | 17,84         | 13,89 | 4,60 | 1,87 | 0,82          | 1,20 | 0,42 | 0,34 | 5 242    |
| Santo António           | 47,30 | 27,68         | 8,12  | 4,48 | 2,29 | 1,80          | 0,78 | 0,40 | 0,16 | 5 514    |
| São Domingos de Benfica | 50,04 | 26,43         | 7,41  | 4,21 | 2,09 | 1,43          | 0,65 | 0,55 | 0,07 | 14 220   |
| São Vicente             | 50,88 | 19,91         | 13,70 | 5,04 | 1,70 | 0,82          | 1,80 | 0,30 | 0,21 | 6 335    |
| Lisboa                  | 50,91 | 22,37         | 9,85  | 4,61 | 2,29 | 1,23          | 1,04 | 0,52 | 0,29 | 228 682  |

#### Ajuda
| Partido                 | Partido                               | Votos  | %               | +/-   |
| ----------------------- | ------------------------------------- | ------ | --------------- | ----- |
|                         | Partido Socialista                    | 3 739  | 56,50 / 100,00  | 11,92 |
|                         | Coligação Democrática Unitária        | 1 092  | 16,50 / 100,00  | 0,04  |
|                         | PSD-CDS-MPT                           | 810    | 12,24 / 100,00  | 16,78 |
|                         | Bloco de Esquerda                     | 292    | 4,41 / 100,00   | 1,14  |
|                         | Partido pelos Animais e pela Natureza | 122    | 1,84 / 100,00   | Novo  |
|                         | PCTP/MRPP                             | 81     | 1,22 / 100,00   | 0,28  |
|                         | PPM-PND-PPV                           | 40     | 0,60 / 100,00   | Novo  |
|                         | Partido Nacional Renovador            | 20     | 0,30 / 100,00   | 0,08  |
|                         | Partido Trabalhista Português         | 17     | 0,26 / 100,00   | -     |
| Votos Inválidos         | Votos Inválidos                       | 405    | 6,12 / 100,00   | 3,48  |
| Total                   | Total                                 | 6 618  | 100,00 / 100,00 |       |
| Eleitorado/Participação | Eleitorado/Participação               | 14 547 | 45,49 / 100,00  | 6,10  |

#### Alcântara
| Partido                 | Partido                               | Votos  | %               | +/-   |
| ----------------------- | ------------------------------------- | ------ | --------------- | ----- |
|                         | Partido Socialista                    | 2 952  | 49,37 / 100,00  | 6,86  |
|                         | PSD-CDS-MPT                           | 1 250  | 20,91 / 100,00  | 13,62 |
|                         | Coligação Democrática Unitária        | 773    | 12,93 / 100,00  | 0,12  |
|                         | Bloco de Esquerda                     | 280    | 4,68 / 100,00   | 0,73  |
|                         | Partido pelos Animais e pela Natureza | 140    | 2,34 / 100,00   | Novo  |
|                         | PCTP/MRPP                             | 86     | 1,44 / 100,00   | 0,50  |
|                         | PPM-PND-PPV                           | 52     | 0,87 / 100,00   | Novo  |
|                         | Partido Nacional Renovador            | 27     | 0,45 / 100,00   | 0,07  |
|                         | Partido Trabalhista Português         | 17     | 0,28 / 100,00   | -     |
| Votos Inválidos         | Votos Inválidos                       | 402    | 6,72 / 100,00   | 4,32  |
| Total                   | Total                                 | 5 979  | 100,00 / 100,00 |       |
| Eleitorado/Participação | Eleitorado/Participação               | 12 832 | 46,59 / 100,00  | 6,07  |

#### Alvalade
| Partido                 | Partido                               | Votos  | %               | +/-   |
| ----------------------- | ------------------------------------- | ------ | --------------- | ----- |
|                         | Partido Socialista                    | 6 592  | 46,35 / 100,00  | 8,47  |
|                         | PSD-CDS-MPT                           | 4 190  | 29,46 / 100,00  | 19,24 |
|                         | Coligação Democrática Unitária        | 1 058  | 7,44 / 100,00   | 2,14  |
|                         | Bloco de Esquerda                     | 640    | 4,50 / 100,00   | 0,79  |
|                         | Partido pelos Animais e pela Natureza | 327    | 2,30 / 100,00   | Novo  |
|                         | PPM-PND-PPV                           | 191    | 1,34 / 100,00   | Novo  |
|                         | PCTP/MRPP                             | 99     | 0,70 / 100,00   | 0,33  |
|                         | Partido Nacional Renovador            | 73     | 0,51 / 100,00   | 0,20  |
|                         | Partido Trabalhista Português         | 22     | 0,15 / 100,00   | -     |
| Votos Inválidos         | Votos Inválidos                       | 1 029  | 7,24 / 100,00   | 4,74  |
| Total                   | Total                                 | 14 221 | 100,00 / 100,00 |       |
| Eleitorado/Participação | Eleitorado/Participação               | 30 414 | 46,76 / 100,00  | 10,82 |

#### Areeiro
| Partido                 | Partido                               | Votos  | %               | +/-   |
| ----------------------- | ------------------------------------- | ------ | --------------- | ----- |
|                         | Partido Socialista                    | 4 239  | 46,80 / 100,00  | 9,43  |
|                         | PSD-CDS-MPT                           | 2 654  | 29,30 / 100,00  | 20,51 |
|                         | Coligação Democrática Unitária        | 578    | 6,38 / 100,00   | 1,57  |
|                         | Bloco de Esquerda                     | 403    | 4,45 / 100,00   | 1,45  |
|                         | Partido pelos Animais e pela Natureza | 201    | 2,22 / 100,00   | Novo  |
|                         | PPM-PND-PPV                           | 153    | 1,69 / 100,00   | Novo  |
|                         | Partido Nacional Renovador            | 80     | 0,88 / 100,00   | 0,58  |
|                         | PCTP/MRPP                             | 38     | 0,42 / 100,00   | 0,08  |
|                         | Partido Trabalhista Português         | 15     | 0,17 / 100,00   | -     |
| Votos Inválidos         | Votos Inválidos                       | 697    | 7,70 / 100,00   | 4,80  |
| Total                   | Total                                 | 9 058  | 100,00 / 100,00 |       |
| Eleitorado/Participação | Eleitorado/Participação               | 20 159 | 44,93 / 100,00  | 8,13  |

#### Arroios
| Partido                 | Partido                               | Votos  | %               | +/-   |
| ----------------------- | ------------------------------------- | ------ | --------------- | ----- |
|                         | Partido Socialista                    | 5 662  | 46,35 / 100,00  | 4,39  |
|                         | PSD-CDS-MPT                           | 2 921  | 23,91 / 100,00  | 18,17 |
|                         | Coligação Democrática Unitária        | 1 166  | 9,54 / 100,00   | 2,60  |
|                         | Bloco de Esquerda                     | 788    | 6,45 / 100,00   | 1,72  |
|                         | Partido pelos Animais e pela Natureza | 414    | 3,39 / 100,00   | Novo  |
|                         | PPM-PND-PPV                           | 223    | 1,83 / 100,00   | Novo  |
|                         | PCTP/MRPP                             | 132    | 1,08 / 100,00   | 0,59  |
|                         | Partido Nacional Renovador            | 56     | 0,46 / 100,00   | 0,19  |
|                         | Partido Trabalhista Português         | 19     | 0,16 / 100,00   | -     |
| Votos Inválidos         | Votos Inválidos                       | 836    | 6,84 / 100,00   | 4,26  |
| Total                   | Total                                 | 12 217 | 100,00 / 100,00 |       |
| Eleitorado/Participação | Eleitorado/Participação               | 29 946 | 40,80 / 100,00  | 9,35  |

#### Avenidas Novas
| Partido                 | Partido                               | Votos  | %               | +/-   |
| ----------------------- | ------------------------------------- | ------ | --------------- | ----- |
|                         | Partido Socialista                    | 4 695  | 46,29 / 100,00  | 9,11  |
|                         | PSD-CDS-MPT                           | 3 171  | 31,26 / 100,00  | 18,85 |
|                         | Coligação Democrática Unitária        | 584    | 5,76 / 100,00   | 1,16  |
|                         | Bloco de Esquerda                     | 382    | 3,77 / 100,00   | 0,26  |
|                         | Partido pelos Animais e pela Natureza | 214    | 2,11 / 100,00   | Novo  |
|                         | PPM-PND-PPV                           | 186    | 1,83 / 100,00   | Novo  |
|                         | Partido Nacional Renovador            | 57     | 0,56 / 100,00   | 0,29  |
|                         | PCTP/MRPP                             | 47     | 0,46 / 100,00   | 0,05  |
|                         | Partido Trabalhista Português         | 18     | 0,18 / 100,00   | -     |
| Votos Inválidos         | Votos Inválidos                       | 789    | 7,78 / 100,00   | 5,34  |
| Total                   | Total                                 | 10 143 | 100,00 / 100,00 |       |
| Eleitorado/Participação | Eleitorado/Participação               | 21 742 | 46,65 / 100,00  | 9,85  |

#### Beato
| Partido                 | Partido                               | Votos  | %               | +/-   |
| ----------------------- | ------------------------------------- | ------ | --------------- | ----- |
|                         | Partido Socialista                    | 3 444  | 62,20 / 100,00  | 9,26  |
|                         | PSD-CDS-MPT                           | 787    | 14,21 / 100,00  | 13,77 |
|                         | Coligação Democrática Unitária        | 567    | 10,24 / 100,00  | 0,45  |
|                         | Bloco de Esquerda                     | 222    | 4,01 / 100,00   | 0,99  |
|                         | Partido pelos Animais e pela Natureza | 91     | 1,64 / 100,00   | Novo  |
|                         | PCTP/MRPP                             | 68     | 1,23 / 100,00   | 0,54  |
|                         | PPM-PND-PPV                           | 35     | 0,63 / 100,00   | Novo  |
|                         | Partido Nacional Renovador            | 19     | 0,34 / 100,00   | 0,04  |
|                         | Partido Trabalhista Português         | 12     | 0,22 / 100,00   | -     |
| Votos Inválidos         | Votos Inválidos                       | 292    | 5,27 / 100,00   | 2,86  |
| Total                   | Total                                 | 5 537  | 100,00 / 100,00 |       |
| Eleitorado/Participação | Eleitorado/Participação               | 11 553 | 47,93 / 100,00  | 5,68  |

#### Belém
| Partido                 | Partido                               | Votos  | %               | +/-   |
| ----------------------- | ------------------------------------- | ------ | --------------- | ----- |
|                         | Partido Socialista                    | 3 301  | 44,57 / 100,00  | 7,40  |
|                         | PSD-CDS-MPT                           | 2 273  | 30,69 / 100,00  | 18,47 |
|                         | Coligação Democrática Unitária        | 494    | 6,67 / 100,00   | 1,09  |
|                         | Bloco de Esquerda                     | 266    | 3,59 / 100,00   | 0,23  |
|                         | Partido pelos Animais e pela Natureza | 172    | 2,32 / 100,00   | Novo  |
|                         | PPM-PND-PPV                           | 170    | 2,30 / 100,00   | Novo  |
|                         | Partido Nacional Renovador            | 49     | 0,66 / 100,00   | 0,41  |
|                         | PCTP/MRPP                             | 29     | 0,39 / 100,00   | 0,08  |
|                         | Partido Trabalhista Português         | 6      | 0,08 / 100,00   | -     |
| Votos Inválidos         | Votos Inválidos                       | 646    | 8,72 / 100,00   | 6,37  |
| Total                   | Total                                 | 7 406  | 100,00 / 100,00 |       |
| Eleitorado/Participação | Eleitorado/Participação               | 14 909 | 49,67 / 100,00  | 8,14  |

#### Benfica
| Partido                 | Partido                               | Votos  | %               | +/-   |
| ----------------------- | ------------------------------------- | ------ | --------------- | ----- |
|                         | Partido Socialista                    | 8 341  | 52,87 / 100,00  | 7,67  |
|                         | PSD-CDS-MPT                           | 3 381  | 21,43 / 100,00  | 17,12 |
|                         | Coligação Democrática Unitária        | 1 561  | 9,89 / 100,00   | 2,06  |
|                         | Bloco de Esquerda                     | 761    | 4,82 / 100,00   | 0,22  |
|                         | Partido pelos Animais e pela Natureza | 355    | 2,25 / 100,00   | Novo  |
|                         | PCTP/MRPP                             | 179    | 1,13 / 100,00   | 0,46  |
|                         | PPM-PND-PPV                           | 106    | 0,67 / 100,00   | Novo  |
|                         | Partido Nacional Renovador            | 54     | 0,34 / 100,00   | 0,14  |
|                         | Partido Trabalhista Português         | 26     | 0,16 / 100,00   | -     |
| Votos Inválidos         | Votos Inválidos                       | 1 013  | 6,42 / 100,00   | 4,19  |
| Total                   | Total                                 | 15 777 | 100,00 / 100,00 |       |
| Eleitorado/Participação | Eleitorado/Participação               | 34 696 | 45,47 / 100,00  | 9,96  |

#### Campo de Ourique
| Partido                 | Partido                               | Votos  | %               | +/-   |
| ----------------------- | ------------------------------------- | ------ | --------------- | ----- |
|                         | Partido Socialista                    | 5 036  | 49,97 / 100,00  | 7,42  |
|                         | PSD-CDS-MPT                           | 2 468  | 24,49 / 100,00  | 16,06 |
|                         | Coligação Democrática Unitária        | 872    | 8,65 / 100,00   | 0,82  |
|                         | Bloco de Esquerda                     | 494    | 4,90 / 100,00   | 0,07  |
|                         | Partido pelos Animais e pela Natureza | 232    | 2,30 / 100,00   | Novo  |
|                         | PPM-PND-PPV                           | 131    | 1,30 / 100,00   | Novo  |
|                         | PCTP/MRPP                             | 94     | 0,93 / 100,00   | 0,39  |
|                         | Partido Nacional Renovador            | 47     | 0,47 / 100,00   | 0,21  |
|                         | Partido Trabalhista Português         | 23     | 0,23 / 100,00   | -     |
| Votos Inválidos         | Votos Inválidos                       | 681    | 6,76 / 100,00   | 4,31  |
| Total                   | Total                                 | 10 078 | 100,00 / 100,00 |       |
| Eleitorado/Participação | Eleitorado/Participação               | 20 472 | 49,23 / 100,00  | 5,21  |

#### Campolide
| Partido                 | Partido                               | Votos  | %               | +/-   |
| ----------------------- | ------------------------------------- | ------ | --------------- | ----- |
|                         | Partido Socialista                    | 3 491  | 56,75 / 100,00  | 8,63  |
|                         | PSD-CDS-MPT                           | 1 184  | 19,25 / 100,00  | 15,73 |
|                         | Coligação Democrática Unitária        | 560    | 9,10 / 100,00   | 1,57  |
|                         | Bloco de Esquerda                     | 263    | 4,28 / 100,00   | 0,60  |
|                         | Partido pelos Animais e pela Natureza | 122    | 1,98 / 100,00   | Novo  |
|                         | PPM-PND-PPV                           | 66     | 1,07 / 100,00   | Novo  |
|                         | PCTP/MRPP                             | 45     | 0,73 / 100,00   | 0,15  |
|                         | Partido Nacional Renovador            | 25     | 0,41 / 100,00   | 0,05  |
|                         | Partido Trabalhista Português         | 14     | 0,23 / 100,00   | -     |
| Votos Inválidos         | Votos Inválidos                       | 382    | 6,21 / 100,00   | 3,92  |
| Total                   | Total                                 | 6 152  | 100,00 / 100,00 |       |
| Eleitorado/Participação | Eleitorado/Participação               | 13 639 | 45,11 / 100,00  | 6,45  |

#### Carnide
| Partido                 | Partido                               | Votos  | %               | +/-   |
| ----------------------- | ------------------------------------- | ------ | --------------- | ----- |
|                         | Partido Socialista                    | 4 245  | 49,85 / 100,00  | 5,21  |
|                         | PSD-CDS-MPT                           | 1 524  | 17,90 / 100,00  | 13,82 |
|                         | Coligação Democrática Unitária        | 1 317  | 15,47 / 100,00  | 2,33  |
|                         | Bloco de Esquerda                     | 325    | 3,82 / 100,00   | 0,90  |
|                         | Partido pelos Animais e pela Natureza | 205    | 2,41 / 100,00   | Novo  |
|                         | PCTP/MRPP                             | 138    | 1,62 / 100,00   | 0,46  |
|                         | PPM-PND-PPV                           | 99     | 1,16 / 100,00   | Novo  |
|                         | Partido Nacional Renovador            | 43     | 0,50 / 100,00   | 0,10  |
|                         | Partido Trabalhista Português         | 20     | 0,23 / 100,00   | -     |
| Votos Inválidos         | Votos Inválidos                       | 600    | 7,04 / 100,00   | 3,98  |
| Total                   | Total                                 | 8 516  | 100,00 / 100,00 |       |
| Eleitorado/Participação | Eleitorado/Participação               | 16 520 | 51,55 / 100,00  | 7,22  |

#### Estrela
| Partido                 | Partido                               | Votos  | %               | +/-   |
| ----------------------- | ------------------------------------- | ------ | --------------- | ----- |
|                         | Partido Socialista                    | 3 715  | 45,09 / 100,00  | 6,45  |
|                         | PSD-CDS-MPT                           | 2 498  | 30,32 / 100,00  | 15,32 |
|                         | Coligação Democrática Unitária        | 665    | 8,07 / 100,00   | 1,43  |
|                         | Bloco de Esquerda                     | 286    | 3,47 / 100,00   | 0,35  |
|                         | Partido pelos Animais e pela Natureza | 178    | 2,16 / 100,00   | Novo  |
|                         | PPM-PND-PPV                           | 119    | 1,44 / 100,00   | Novo  |
|                         | PCTP/MRPP                             | 57     | 0,69 / 100,00   | 0,15  |
|                         | Partido Nacional Renovador            | 48     | 0,58 / 100,00   | 0,24  |
|                         | Partido Trabalhista Português         | 13     | 0,16 / 100,00   | -     |
| Votos Inválidos         | Votos Inválidos                       | 660    | 8,01 / 100,00   | 5,44  |
| Total                   | Total                                 | 8 239  | 100,00 / 100,00 |       |
| Eleitorado/Participação | Eleitorado/Participação               | 18 125 | 45,46 / 100,00  | 8,23  |

#### Lumiar
| Partido                 | Partido                               | Votos  | %               | +/-   |
| ----------------------- | ------------------------------------- | ------ | --------------- | ----- |
|                         | Partido Socialista                    | 8 762  | 52,10 / 100,00  | 8,18  |
|                         | PSD-CDS-MPT                           | 4 025  | 23,93 / 100,00  | 18,22 |
|                         | Coligação Democrática Unitária        | 1 188  | 7,06 / 100,00   | 1,75  |
|                         | Bloco de Esquerda                     | 732    | 4,35 / 100,00   | 0,51  |
|                         | Partido pelos Animais e pela Natureza | 367    | 2,18 / 100,00   | Novo  |
|                         | PPM-PND-PPV                           | 216    | 1,28 / 100,00   | Novo  |
|                         | PCTP/MRPP                             | 107    | 0,64 / 100,00   | 0,18  |
|                         | Partido Nacional Renovador            | 90     | 0,54 / 100,00   | 0,29  |
|                         | Partido Trabalhista Português         | 26     | 0,15 / 100,00   | -     |
| Votos Inválidos         | Votos Inválidos                       | 1 304  | 7,76 / 100,00   | 5,25  |
| Total                   | Total                                 | 16 817 | 100,00 / 100,00 |       |
| Eleitorado/Participação | Eleitorado/Participação               | 37 511 | 44,83 / 100,00  | 11,41 |

#### Marvila
| Partido                 | Partido                               | Votos  | %               | +/-   |
| ----------------------- | ------------------------------------- | ------ | --------------- | ----- |
|                         | Partido Socialista                    | 7 170  | 53,74 / 100,00  | 0,28  |
|                         | Coligação Democrática Unitária        | 1 901  | 14,25 / 100,00  | 3,40  |
|                         | PSD-CDS-MPT                           | 1 780  | 13,34 / 100,00  | 11,26 |
|                         | Bloco de Esquerda                     | 700    | 5,25 / 100,00   | 0,16  |
|                         | PCTP/MRPP                             | 326    | 2,44 / 100,00   | 1,22  |
|                         | Partido pelos Animais e pela Natureza | 261    | 1,96 / 100,00   | Novo  |
|                         | Partido Trabalhista Português         | 212    | 1,59 / 100,00   | -     |
|                         | PPM-PND-PPV                           | 103    | 0,77 / 100,00   | Novo  |
|                         | Partido Nacional Renovador            | 90     | 0,67 / 100,00   | 0,18  |
| Votos Inválidos         | Votos Inválidos                       | 799    | 5,99 / 100,00   | 3,51  |
| Total                   | Total                                 | 13 342 | 100,00 / 100,00 |       |
| Eleitorado/Participação | Eleitorado/Participação               | 35 626 | 37,45 / 100,00  | 9,40  |

#### Misericórdia
| Partido                 | Partido                               | Votos  | %               | +/-   |
| ----------------------- | ------------------------------------- | ------ | --------------- | ----- |
|                         | Partido Socialista                    | 2 933  | 53,20 / 100,00  | 2,90  |
|                         | PSD-CDS-MPT                           | 968    | 17,56 / 100,00  | 14,13 |
|                         | Coligação Democrática Unitária        | 615    | 11,16 / 100,00  | 2,97  |
|                         | Bloco de Esquerda                     | 299    | 5,42 / 100,00   | 0,84  |
|                         | Partido pelos Animais e pela Natureza | 171    | 3,10 / 100,00   | Novo  |
|                         | PPM-PND-PPV                           | 74     | 1,34 / 100,00   | Novo  |
|                         | PCTP/MRPP                             | 53     | 0,96 / 100,00   | 0,15  |
|                         | Partido Nacional Renovador            | 24     | 0,44 / 100,00   | 0,10  |
|                         | Partido Trabalhista Português         | 16     | 0,29 / 100,00   | -     |
| Votos Inválidos         | Votos Inválidos                       | 360    | 6,53 / 100,00   | 3,78  |
| Total                   | Total                                 | 5 513  | 100,00 / 100,00 |       |
| Eleitorado/Participação | Eleitorado/Participação               | 13 228 | 41,68 / 100,00  | 7,94  |

#### Olivais
| Partido                 | Partido                               | Votos  | %               |
| ----------------------- | ------------------------------------- | ------ | --------------- |
|                         | Partido Socialista                    | 7 916  | 52,24 / 100,00  |
|                         | PSD-CDS-MPT                           | 2 742  | 18,10 / 100,00  |
|                         | Coligação Democrática Unitária        | 1 790  | 11,81 / 100,00  |
|                         | Bloco de Esquerda                     | 750    | 4,95 / 100,00   |
|                         | Partido pelos Animais e pela Natureza | 382    | 2,52 / 100,00   |
|                         | PCTP/MRPP                             | 224    | 1,48 / 100,00   |
|                         | PPM-PND-PPV                           | 147    | 0,97 / 100,00   |
|                         | Partido Nacional Renovador            | 88     | 0,58 / 100,00   |
|                         | Partido Trabalhista Português         | 63     | 0,42 / 100,00   |
| Votos Inválidos         | Votos Inválidos                       | 1 050  | 6,93 / 100,00   |
| Total                   | Total                                 | 15 152 | 100,00 / 100,00 |
| Eleitorado/Participação | Eleitorado/Participação               | 32 258 | 46,97 / 100,00  |

#### Parque das Nações
| Partido                 | Partido                               | Votos  | %               |
| ----------------------- | ------------------------------------- | ------ | --------------- |
|                         | Partido Socialista                    | 4 634  | 57,18 / 100,00  |
|                         | PSD-CDS-MPT                           | 1 566  | 19,32 / 100,00  |
|                         | Coligação Democrática Unitária        | 536    | 6,61 / 100,00   |
|                         | Bloco de Esquerda                     | 327    | 4,04 / 100,00   |
|                         | Partido pelos Animais e pela Natureza | 198    | 2,44 / 100,00   |
|                         | PPM-PND-PPV                           | 126    | 1,55 / 100,00   |
|                         | Partido Nacional Renovador            | 51     | 0,63 / 100,00   |
|                         | PCTP/MRPP                             | 49     | 0,60 / 100,00   |
|                         | Partido Trabalhista Português         | 15     | 0,19 / 100,00   |
| Votos Inválidos         | Votos Inválidos                       | 602    | 7,42 / 100,00   |
| Total                   | Total                                 | 8 104  | 100,00 / 100,00 |
| Eleitorado/Participação | Eleitorado/Participação               | 15 532 | 52,18 / 100,00  |

#### Penha de França
| Partido                 | Partido                               | Votos  | %               | +/-   |
| ----------------------- | ------------------------------------- | ------ | --------------- | ----- |
|                         | Partido Socialista                    | 5 961  | 53,78 / 100,00  | 8,06  |
|                         | PSD-CDS-MPT                           | 2 158  | 19,47 / 100,00  | 16,93 |
|                         | Coligação Democrática Unitária        | 1 148  | 10,36 / 100,00  | 2,32  |
|                         | Bloco de Esquerda                     | 605    | 5,46 / 100,00   | 0,32  |
|                         | Partido pelos Animais e pela Natureza | 314    | 2,83 / 100,00   | Novo  |
|                         | PCTP/MRPP                             | 109    | 0,98 / 100,00   | 0,34  |
|                         | PPM-PND-PPV                           | 101    | 0,91 / 100,00   | Novo  |
|                         | Partido Nacional Renovador            | 55     | 0,50 / 100,00   | 0,20  |
|                         | Partido Trabalhista Português         | 22     | 0,20 / 100,00   | -     |
| Votos Inválidos         | Votos Inválidos                       | 611    | 5,51 / 100,00   | 3,28  |
| Total                   | Total                                 | 11 084 | 100,00 / 100,00 |       |
| Eleitorado/Participação | Eleitorado/Participação               | 26 044 | 42,56 / 100,00  | 7,85  |

#### Santa Clara
| Partido                 | Partido                               | Votos  | %               | +/-   |
| ----------------------- | ------------------------------------- | ------ | --------------- | ----- |
|                         | Partido Socialista                    | 3 910  | 52,71 / 100,00  | 5,21  |
|                         | PSD-CDS-MPT                           | 1 325  | 17,86 / 100,00  | 13,42 |
|                         | Coligação Democrática Unitária        | 956    | 12,89 / 100,00  | 1,81  |
|                         | Bloco de Esquerda                     | 313    | 4,22 / 100,00   | 0,73  |
|                         | Partido pelos Animais e pela Natureza | 132    | 1,78 / 100,00   | Novo  |
|                         | PCTP/MRPP                             | 105    | 1,42 / 100,00   | 0,58  |
|                         | PPM-PND-PPV                           | 79     | 1,06 / 100,00   | Novo  |
|                         | Partido Nacional Renovador            | 45     | 0,61 / 100,00   | 0,11  |
|                         | Partido Trabalhista Português         | 30     | 0,40 / 100,00   | -     |
| Votos Inválidos         | Votos Inválidos                       | 523    | 7,05 / 100,00   | 4,24  |
| Total                   | Total                                 | 7 418  | 100,00 / 100,00 |       |
| Eleitorado/Participação | Eleitorado/Participação               | 18 880 | 39,29 / 100,00  | 8,07  |

#### Santa Maria Maior
| Partido                 | Partido                               | Votos  | %               | +/-   |
| ----------------------- | ------------------------------------- | ------ | --------------- | ----- |
|                         | Partido Socialista                    | 2 740  | 52,27 / 100,00  | 4,77  |
|                         | PSD-CDS-MPT                           | 935    | 17,84 / 100,00  | 11,57 |
|                         | Coligação Democrática Unitária        | 728    | 13,89 / 100,00  | 1,90  |
|                         | Bloco de Esquerda                     | 241    | 4,60 / 100,00   | 0,68  |
|                         | Partido pelos Animais e pela Natureza | 98     | 1,87 / 100,00   | Novo  |
|                         | PCTP/MRPP                             | 63     | 1,20 / 100,00   | 0,10  |
|                         | PPM-PND-PPV                           | 43     | 0,82 / 100,00   | Novo  |
|                         | Partido Nacional Renovador            | 22     | 0,42 / 100,00   | 0,01  |
|                         | Partido Trabalhista Português         | 18     | 0,34 / 100,00   | -     |
| Votos Inválidos         | Votos Inválidos                       | 354    | 6,75 / 100,00   | 3,27  |
| Total                   | Total                                 | 5 242  | 100,00 / 100,00 |       |
| Eleitorado/Participação | Eleitorado/Participação               | 12 516 | 41,88 / 100,00  | 8,50  |

#### Santo António
| Partido                 | Partido                               | Votos  | %               | +/-   |
| ----------------------- | ------------------------------------- | ------ | --------------- | ----- |
|                         | Partido Socialista                    | 2 608  | 47,60 / 100,00  | 6,04  |
|                         | PSD-CDS-MPT                           | 1 526  | 27,68 / 100,00  | 16,17 |
|                         | Coligação Democrática Unitária        | 448    | 8,12 / 100,00   | 2,13  |
|                         | Bloco de Esquerda                     | 247    | 4,48 / 100,00   | 0,35  |
|                         | Partido pelos Animais e pela Natureza | 126    | 2,29 / 100,00   | Novo  |
|                         | PPM-PND-PPV                           | 99     | 1,80 / 100,00   | Novo  |
|                         | PCTP/MRPP                             | 43     | 0,78 / 100,00   | 0,25  |
|                         | Partido Nacional Renovador            | 22     | 0,40 / 100,00   | 0,20  |
|                         | Partido Trabalhista Português         | 9      | 0,16 / 100,00   | -     |
| Votos Inválidos         | Votos Inválidos                       | 386    | 7,00 / 100,00   | 4,32  |
| Total                   | Total                                 | 5 514  | 100,00 / 100,00 |       |
| Eleitorado/Participação | Eleitorado/Participação               | 12 424 | 44,38 / 100,00  | 7,95  |

#### São Domingos de Benfica
| Partido                 | Partido                               | Votos  | %               | +/-   |
| ----------------------- | ------------------------------------- | ------ | --------------- | ----- |
|                         | Partido Socialista                    | 7 116  | 50,04 / 100,00  | 7,71  |
|                         | PSD-CDS-MPT                           | 3 759  | 26,43 / 100,00  | 18,17 |
|                         | Coligação Democrática Unitária        | 1 054  | 7,41 / 100,00   | 1,86  |
|                         | Bloco de Esquerda                     | 598    | 4,21 / 100,00   | 0,73  |
|                         | Partido pelos Animais e pela Natureza | 297    | 2,09 / 100,00   | Novo  |
|                         | PPM-PND-PPV                           | 203    | 1,43 / 100,00   | Novo  |
|                         | PCTP/MRPP                             | 92     | 0,65 / 100,00   | 0,36  |
|                         | Partido Nacional Renovador            | 78     | 0,55 / 100,00   | 0,24  |
|                         | Partido Trabalhista Português         | 10     | 0,07 / 100,00   | -     |
| Votos Inválidos         | Votos Inválidos                       | 1 013  | 7,13 / 100,00   | 4,77  |
| Total                   | Total                                 | 14 220 | 100,00 / 100,00 |       |
| Eleitorado/Participação | Eleitorado/Participação               | 29 995 | 47,41 / 100,00  | 10,47 |

#### São Vicente
| Partido                 | Partido                               | Votos  | %               | +/-   |
| ----------------------- | ------------------------------------- | ------ | --------------- | ----- |
|                         | Partido Socialista                    | 3 223  | 50,88 / 100,00  | 6,66  |
|                         | PSD-CDS-MPT                           | 1 261  | 19,91 / 100,00  | 14,68 |
|                         | Coligação Democrática Unitária        | 868    | 13,70 / 100,00  | 2,88  |
|                         | Bloco de Esquerda                     | 319    | 5,04 / 100,00   | 0,09  |
|                         | PCTP/MRPP                             | 114    | 1,80 / 100,00   | 0,91  |
|                         | Partido pelos Animais e pela Natureza | 108    | 1,70 / 100,00   | Novo  |
|                         | PPM-PND-PPV                           | 52     | 0,82 / 100,00   | Novo  |
|                         | Partido Nacional Renovador            | 19     | 0,30 / 100,00   | 0,02  |
|                         | Partido Trabalhista Português         | 13     | 0,21 / 100,00   | -     |
| Votos Inválidos         | Votos Inválidos                       | 358    | 5,65 / 100,00   | 2,50  |
| Total                   | Total                                 | 6 335  | 100,00 / 100,00 |       |
| Eleitorado/Participação | Eleitorado/Participação               | 13 927 | 45,49 / 100,00  | 7,24  |

### Assembleia Municipal
| Freguesia               | %     | %             | %     | %    | %    | %             | %    | %    | %    | Votantes |
| Freguesia               | PS    | PSD- CDS- MPT | CDU   | BE   | PAN  | PPM -PND- PPV | PCTP | PNR  | PTP  | Votantes |
| ----------------------- | ----- | ------------- | ----- | ---- | ---- | ------------- | ---- | ---- | ---- | -------- |
| Ajuda                   | 51,28 | 12,58         | 19,11 | 6,01 | 2,05 | 0,73          | 1,19 | 0,38 | 0,30 | 6 620    |
| Alcântara               | 38,86 | 23,90         | 16,76 | 7,37 | 2,91 | 1,14          | 1,44 | 0,43 | 0,32 | 5 980    |
| Alvalade                | 37,83 | 32,86         | 8,79  | 6,86 | 3,19 | 1,53          | 0,79 | 0,52 | 0,15 | 14 220   |
| Areeiro                 | 36,63 | 33,48         | 8,06  | 7,57 | 2,98 | 1,90          | 0,62 | 0,77 | 0,12 | 9 057    |
| Arroios                 | 42,51 | 24,78         | 10,40 | 7,70 | 3,69 | 2,18          | 1,29 | 0,42 | 0,15 | 12 217   |
| Avenidas Novas          | 36,27 | 35,37         | 7,51  | 6,28 | 2,92 | 2,18          | 0,62 | 0,72 | 0,19 | 10 141   |
| Beato                   | 56,27 | 14,72         | 11,76 | 6,07 | 2,26 | 0,74          | 1,53 | 0,38 | 0,47 | 5 538    |
| Belém                   | 35,39 | 35,58         | 8,03  | 5,58 | 3,20 | 2,71          | 0,76 | 0,66 | 0,14 | 7 406    |
| Benfica                 | 44,98 | 23,01         | 12,16 | 7,01 | 2,99 | 0,81          | 1,34 | 0,42 | 0,22 | 15 777   |
| Campo de Ourique        | 40,31 | 27,70         | 10,82 | 7,62 | 3,14 | 1,43          | 1,20 | 0,45 | 0,23 | 10 102   |
| Campolide               | 49,90 | 21,52         | 10,68 | 6,27 | 2,54 | 1,19          | 0,76 | 0,46 | 0,24 | 6 152    |
| Carnide                 | 38,52 | 19,66         | 20,96 | 6,00 | 2,89 | 1,37          | 1,95 | 0,63 | 0,34 | 8 515    |
| Estrela                 | 36,48 | 34,94         | 9,21  | 5,40 | 3,03 | 1,87          | 0,96 | 0,59 | 0,18 | 8 238    |
| Lumiar                  | 41,99 | 27,98         | 8,96  | 6,69 | 2,99 | 1,57          | 0,72 | 0,58 | 0,20 | 16 815   |
| Marvila                 | 47,64 | 14,21         | 16,48 | 6,69 | 2,35 | 0,92          | 2,82 | 0,71 | 1,68 | 13 851   |
| Misericórdia            | 44,73 | 19,79         | 13,33 | 8,40 | 3,50 | 1,76          | 1,03 | 0,56 | 0,34 | 5 513    |
| Olivais                 | 45,38 | 19,17         | 13,45 | 7,02 | 3,28 | 1,27          | 1,82 | 0,67 | 0,46 | 15 162   |
| Parque das Nações       | 46,70 | 22,91         | 7,97  | 6,38 | 3,52 | 2,34          | 0,78 | 0,83 | 0,27 | 8 103    |
| Penha de França         | 44,44 | 21,15         | 12,52 | 8,56 | 3,81 | 1,22          | 1,10 | 0,66 | 0,26 | 11 089   |
| Santa Clara             | 44,44 | 19,82         | 15,52 | 5,87 | 2,51 | 1,17          | 1,86 | 0,86 | 0,60 | 7 462    |
| Santa Maria Maior       | 43,54 | 20,20         | 16,15 | 6,90 | 2,37 | 1,13          | 1,45 | 0,55 | 0,44 | 5 243    |
| Santo António           | 36,46 | 32,56         | 9,72  | 8,02 | 2,85 | 2,01          | 0,94 | 0,40 | 0,11 | 5 513    |
| São Domingos de Benfica | 39,67 | 29,81         | 9,33  | 6,80 | 2,78 | 1,81          | 0,73 | 0,61 | 0,13 | 14 312   |
| São Vicente             | 40,49 | 21,73         | 16,50 | 8,62 | 2,42 | 1,12          | 1,88 | 0,38 | 0,30 | 6 333    |
| Lisboa                  | 42,34 | 24,93         | 11,88 | 6,91 | 2,98 | 1,50          | 1,24 | 0,58 | 0,34 | 229 359  |

#### Ajuda
| Partido                 | Partido                               | Votos  | %               | +/-   |
| ----------------------- | ------------------------------------- | ------ | --------------- | ----- |
|                         | Partido Socialista                    | 3 395  | 51,28 / 100,00  | 10,82 |
|                         | Coligação Democrática Unitária        | 1 265  | 19,11 / 100,00  | 0,39  |
|                         | PSD-CDS-MPT                           | 833    | 12,58 / 100,00  | 15,17 |
|                         | Bloco de Esquerda                     | 398    | 6,01 / 100,00   | 1,44  |
|                         | Partido pelos Animais e pela Natureza | 136    | 2,05 / 100,00   | Novo  |
|                         | PCTP/MRPP                             | 79     | 1,19 / 100,00   | 0,02  |
|                         | PPM-PND-PPV                           | 48     | 0,73 / 100,00   | Novo  |
|                         | Partido Nacional Renovador            | 25     | 0,38 / 100,00   | 0,10  |
|                         | Partido Trabalhista Português         | 20     | 0,30 / 100,00   | -     |
| Votos Inválidos         | Votos Inválidos                       | 421    | 6,35 / 100,00   | 3,58  |
| Total                   | Total                                 | 6 620  | 100,00 / 100,00 |       |
| Eleitorado/Participação | Eleitorado/Participação               | 14 547 | 45,51 / 100,00  | 6,08  |

#### Alcântara
| Partido                 | Partido                               | Votos  | %               | +/-  |
| ----------------------- | ------------------------------------- | ------ | --------------- | ---- |
|                         | Partido Socialista                    | 2 324  | 38,86 / 100,00  | 2,09 |
|                         | PSD-CDS-MPT                           | 1 429  | 23,90 / 100,00  | 9,47 |
|                         | Coligação Democrática Unitária        | 1 002  | 16,76 / 100,00  | 0,04 |
|                         | Bloco de Esquerda                     | 441    | 7,37 / 100,00   | 0,66 |
|                         | Partido pelos Animais e pela Natureza | 174    | 2,91 / 100,00   | Novo |
|                         | PCTP/MRPP                             | 86     | 1,44 / 100,00   | 0,22 |
|                         | PPM-PND-PPV                           | 68     | 1,14 / 100,00   | Novo |
|                         | Partido Nacional Renovador            | 26     | 0,43 / 100,00   | 0,09 |
|                         | Partido Trabalhista Português         | 19     | 0,32 / 100,00   | -    |
| Votos Inválidos         | Votos Inválidos                       | 411    | 6,88 / 100,00   | 4,43 |
| Total                   | Total                                 | 5 980  | 100,00 / 100,00 |      |
| Eleitorado/Participação | Eleitorado/Participação               | 12 832 | 46,60 / 100,00  | 6,06 |

#### Alvalade
| Partido                 | Partido                               | Votos  | %               | +/-   |
| ----------------------- | ------------------------------------- | ------ | --------------- | ----- |
|                         | Partido Socialista                    | 5 379  | 37,83 / 100,00  | 4,25  |
|                         | PSD-CDS-MPT                           | 4 673  | 32,86 / 100,00  | 16,74 |
|                         | Coligação Democrática Unitária        | 1 250  | 8,79 / 100,00   | 2,30  |
|                         | Bloco de Esquerda                     | 975    | 6,86 / 100,00   | 1,37  |
|                         | Partido pelos Animais e pela Natureza | 453    | 3,19 / 100,00   | Novo  |
|                         | PPM-PND-PPV                           | 217    | 1,53 / 100,00   | Novo  |
|                         | PCTP/MRPP                             | 112    | 0,79 / 100,00   | 0,28  |
|                         | Partido Nacional Renovador            | 74     | 0,52 / 100,00   | 0,08  |
|                         | Partido Trabalhista Português         | 21     | 0,15 / 100,00   | -     |
| Votos Inválidos         | Votos Inválidos                       | 1 066  | 7,50 / 100,00   | 5,05  |
| Total                   | Total                                 | 14 220 | 100,00 / 100,00 |       |
| Eleitorado/Participação | Eleitorado/Participação               | 30 414 | 46,75 / 100,00  | 10,83 |

#### Areeiro
| Partido                 | Partido                               | Votos  | %               | +/-   |
| ----------------------- | ------------------------------------- | ------ | --------------- | ----- |
|                         | Partido Socialista                    | 3 318  | 36,63 / 100,00  | 3,40  |
|                         | PSD-CDS-MPT                           | 3 032  | 33,48 / 100,00  | 17,19 |
|                         | Coligação Democrática Unitária        | 730    | 8,06 / 100,00   | 2,11  |
|                         | Bloco de Esquerda                     | 686    | 7,57 / 100,00   | 2,57  |
|                         | Partido pelos Animais e pela Natureza | 270    | 2,98 / 100,00   | Novo  |
|                         | PPM-PND-PPV                           | 172    | 1,90 / 100,00   | Novo  |
|                         | Partido Nacional Renovador            | 70     | 0,77 / 100,00   | 0,35  |
|                         | PCTP/MRPP                             | 56     | 0,62 / 100,00   | 0,02  |
|                         | Partido Trabalhista Português         | 11     | 0,12 / 100,00   | -     |
| Votos Inválidos         | Votos Inválidos                       | 712    | 7,86 / 100,00   | 5,19  |
| Total                   | Total                                 | 9 057  | 100,00 / 100,00 |       |
| Eleitorado/Participação | Eleitorado/Participação               | 20 159 | 44,93 / 100,00  | 8,12  |

#### Arroios
| Partido                 | Partido                               | Votos  | %               | +/-   |
| ----------------------- | ------------------------------------- | ------ | --------------- | ----- |
|                         | Partido Socialista                    | 5 193  | 42,51 / 100,00  | 5,56  |
|                         | PSD-CDS-MPT                           | 3 027  | 24,78 / 100,00  | 17,35 |
|                         | Coligação Democrática Unitária        | 1 270  | 10,40 / 100,00  | 1,71  |
|                         | Bloco de Esquerda                     | 941    | 7,70 / 100,00   | 0,41  |
|                         | Partido pelos Animais e pela Natureza | 451    | 3,69 / 100,00   | Novo  |
|                         | PPM-PND-PPV                           | 266    | 2,18 / 100,00   | Novo  |
|                         | PCTP/MRPP                             | 158    | 1,29 / 100,00   | 0,51  |
|                         | Partido Nacional Renovador            | 51     | 0,42 / 100,00   | 0,04  |
|                         | Partido Trabalhista Português         | 18     | 0,15 / 100,00   | -     |
| Votos Inválidos         | Votos Inválidos                       | 842    | 6,90 / 100,00   | 4,25  |
| Total                   | Total                                 | 12 217 | 100,00 / 100,00 |       |
| Eleitorado/Participação | Eleitorado/Participação               | 29 946 | 40,80 / 100,00  | 9,35  |

#### Avenidas Novas
| Partido                 | Partido                               | Votos  | %               | +/-   |
| ----------------------- | ------------------------------------- | ------ | --------------- | ----- |
|                         | Partido Socialista                    | 3 678  | 36,27 / 100,00  | 3,14  |
|                         | PSD-CDS-MPT                           | 3 587  | 35,37 / 100,00  | 15,46 |
|                         | Coligação Democrática Unitária        | 762    | 7,51 / 100,00   | 1,55  |
|                         | Bloco de Esquerda                     | 637    | 6,28 / 100,00   | 1,18  |
|                         | Partido pelos Animais e pela Natureza | 296    | 2,92 / 100,00   | Novo  |
|                         | PPM-PND-PPV                           | 221    | 2,18 / 100,00   | Novo  |
|                         | Partido Nacional Renovador            | 73     | 0,72 / 100,00   | 0,33  |
|                         | PCTP/MRPP                             | 63     | 0,62 / 100,00   | 0,12  |
|                         | Partido Trabalhista Português         | 19     | 0,19 / 100,00   | -     |
| Votos Inválidos         | Votos Inválidos                       | 805    | 7,94 / 100,00   | 5,33  |
| Total                   | Total                                 | 10 141 | 100,00 / 100,00 |       |
| Eleitorado/Participação | Eleitorado/Participação               | 21 742 | 46,64 / 100,00  | 9,86  |

#### Beato
| Partido                 | Partido                               | Votos  | %               | +/-     |
| ----------------------- | ------------------------------------- | ------ | --------------- | ------- |
|                         | Partido Socialista                    | 3 116  | 56,27 / 100,00  | 6,46    |
|                         | PSD-CDS-MPT                           | 815    | 14,72 / 100,00  | 12,54   |
|                         | Coligação Democrática Unitária        | 651    | 11,76 / 100,00  | 0,40    |
|                         | Bloco de Esquerda                     | 336    | 6,07 / 100,00   | 0,88    |
|                         | Partido pelos Animais e pela Natureza | 125    | 2,26 / 100,00   | Novo    |
|                         | PCTP/MRPP                             | 85     | 1,53 / 100,00   | 0,62    |
|                         | PPM-PND-PPV                           | 41     | 0,74 / 100,00   | Novo    |
|                         | Partido Trabalhista Português         | 26     | 0,47 / 100,00   | -       |
|                         | Partido Nacional Renovador            | 21     | 0,38 / 100,00   | Estável |
| Votos Inválidos         | Votos Inválidos                       | 322    | 5,82 / 100,00   | 3,30    |
| Total                   | Total                                 | 5 538  | 100,00 / 100,00 |         |
| Eleitorado/Participação | Eleitorado/Participação               | 11 553 | 47,94 / 100,00  | 5,67    |

#### Belém
| Partido                 | Partido                               | Votos  | %               | +/-   |
| ----------------------- | ------------------------------------- | ------ | --------------- | ----- |
|                         | PSD-CDS-MPT                           | 2 635  | 35,58 / 100,00  | 14,38 |
|                         | Partido Socialista                    | 2 621  | 35,39 / 100,00  | 2,93  |
|                         | Coligação Democrática Unitária        | 595    | 8,03 / 100,00   | 1,12  |
|                         | Bloco de Esquerda                     | 413    | 5,58 / 100,00   | 0,15  |
|                         | Partido pelos Animais e pela Natureza | 237    | 3,20 / 100,00   | Novo  |
|                         | PPM-PND-PPV                           | 201    | 2,71 / 100,00   | Novo  |
|                         | PCTP/MRPP                             | 56     | 0,76 / 100,00   | 0,32  |
|                         | Partido Nacional Renovador            | 49     | 0,66 / 100,00   | 0,24  |
|                         | Partido Trabalhista Português         | 10     | 0,14 / 100,00   | -     |
| Votos Inválidos         | Votos Inválidos                       | 589    | 7,95 / 100,00   | 5,71  |
| Total                   | Total                                 | 7 406  | 100,00 / 100,00 |       |
| Eleitorado/Participação | Eleitorado/Participação               | 14 909 | 49,67 / 100,00  | 8,12  |

#### Benfica
| Partido                 | Partido                               | Votos  | %               | +/-   |
| ----------------------- | ------------------------------------- | ------ | --------------- | ----- |
|                         | Partido Socialista                    | 7 096  | 44,98 / 100,00  | 3,87  |
|                         | PSD-CDS-MPT                           | 3 630  | 23,01 / 100,00  | 15,58 |
|                         | Coligação Democrática Unitária        | 1 918  | 12,16 / 100,00  | 2,90  |
|                         | Bloco de Esquerda                     | 1 106  | 7,01 / 100,00   | 0,29  |
|                         | Partido pelos Animais e pela Natureza | 471    | 2,99 / 100,00   | Novo  |
|                         | PCTP/MRPP                             | 212    | 1,34 / 100,00   | 0,53  |
|                         | PPM-PND-PPV                           | 128    | 0,81 / 100,00   | Novo  |
|                         | Partido Nacional Renovador            | 67     | 0,42 / 100,00   | 0,16  |
|                         | Partido Trabalhista Português         | 34     | 0,22 / 100,00   | -     |
| Votos Inválidos         | Votos Inválidos                       | 1 115  | 7,07 / 100,00   | 4,66  |
| Total                   | Total                                 | 15 777 | 100,00 / 100,00 |       |
| Eleitorado/Participação | Eleitorado/Participação               | 34 696 | 45,47 / 100,00  | 9,95  |

#### Campo de Ourique
| Partido                 | Partido                               | Votos  | %               | +/-   |
| ----------------------- | ------------------------------------- | ------ | --------------- | ----- |
|                         | Partido Socialista                    | 4 072  | 40,31 / 100,00  | 2,24  |
|                         | PSD-CDS-MPT                           | 2 798  | 27,70 / 100,00  | 12,97 |
|                         | Coligação Democrática Unitária        | 1 093  | 10,82 / 100,00  | 1,46  |
|                         | Bloco de Esquerda                     | 770    | 7,62 / 100,00   | 0,62  |
|                         | Partido pelos Animais e pela Natureza | 317    | 3,14 / 100,00   | Novo  |
|                         | PPM-PND-PPV                           | 144    | 1,43 / 100,00   | Novo  |
|                         | PCTP/MRPP                             | 121    | 1,20 / 100,00   | 0,30  |
|                         | Partido Nacional Renovador            | 45     | 0,45 / 100,00   | 0,10  |
|                         | Partido Trabalhista Português         | 23     | 0,23 / 100,00   | -     |
| Votos Inválidos         | Votos Inválidos                       | 719    | 7,12 / 100,00   | 4,61  |
| Total                   | Total                                 | 10 102 | 100,00 / 100,00 |       |
| Eleitorado/Participação | Eleitorado/Participação               | 20 472 | 49,35 / 100,00  | 5,07  |

#### Campolide
| Partido                 | Partido                               | Votos  | %               | +/-   |
| ----------------------- | ------------------------------------- | ------ | --------------- | ----- |
|                         | Partido Socialista                    | 3 070  | 49,90 / 100,00  | 5,84  |
|                         | PSD-CDS-MPT                           | 1 324  | 21,52 / 100,00  | 13,62 |
|                         | Coligação Democrática Unitária        | 657    | 10,68 / 100,00  | 1,18  |
|                         | Bloco de Esquerda                     | 386    | 6,27 / 100,00   | 0,48  |
|                         | Partido pelos Animais e pela Natureza | 156    | 2,54 / 100,00   | Novo  |
|                         | PPM-PND-PPV                           | 73     | 1,19 / 100,00   | Novo  |
|                         | PCTP/MRPP                             | 47     | 0,76 / 100,00   | 0,01  |
|                         | Partido Nacional Renovador            | 28     | 0,46 / 100,00   | 0,01  |
|                         | Partido Trabalhista Português         | 15     | 0,24 / 100,00   | -     |
| Votos Inválidos         | Votos Inválidos                       | 396    | 6,43 / 100,00   | 4,06  |
| Total                   | Total                                 | 6 152  | 100,00 / 100,00 |       |
| Eleitorado/Participação | Eleitorado/Participação               | 13 639 | 45,11 / 100,00  | 6,45  |

#### Carnide
| Partido                 | Partido                               | Votos  | %               | +/-   |
| ----------------------- | ------------------------------------- | ------ | --------------- | ----- |
|                         | Partido Socialista                    | 3 280  | 38,52 / 100,00  | 1,27  |
|                         | Coligação Democrática Unitária        | 1 785  | 20,96 / 100,00  | 2,88  |
|                         | PSD-CDS-MPT                           | 1 674  | 19,66 / 100,00  | 11,94 |
|                         | Bloco de Esquerda                     | 511    | 6,00 / 100,00   | 0,95  |
|                         | Partido pelos Animais e pela Natureza | 246    | 2,89 / 100,00   | Novo  |
|                         | PCTP/MRPP                             | 166    | 1,95 / 100,00   | 0,58  |
|                         | PPM-PND-PPV                           | 117    | 1,37 / 100,00   | Novo  |
|                         | Partido Nacional Renovador            | 54     | 0,63 / 100,00   | 0,14  |
|                         | Partido Trabalhista Português         | 29     | 0,34 / 100,00   | -     |
| Votos Inválidos         | Votos Inválidos                       | 653    | 7,67 / 100,00   | 4,52  |
| Total                   | Total                                 | 8 515  | 100,00 / 100,00 |       |
| Eleitorado/Participação | Eleitorado/Participação               | 16 520 | 51,54 / 100,00  | 7,23  |

#### Estrela
| Partido                 | Partido                               | Votos  | %               | +/-   |
| ----------------------- | ------------------------------------- | ------ | --------------- | ----- |
|                         | Partido Socialista                    | 3 005  | 36,48 / 100,00  | 1,56  |
|                         | PSD-CDS-MPT                           | 2 878  | 34,94 / 100,00  | 11,49 |
|                         | Coligação Democrática Unitária        | 759    | 9,21 / 100,00   | 1,17  |
|                         | Bloco de Esquerda                     | 445    | 5,40 / 100,00   | 0,16  |
|                         | Partido pelos Animais e pela Natureza | 250    | 3,03 / 100,00   | Novo  |
|                         | PPM-PND-PPV                           | 154    | 1,87 / 100,00   | Novo  |
|                         | PCTP/MRPP                             | 79     | 0,96 / 100,00   | 0,25  |
|                         | Partido Nacional Renovador            | 49     | 0,59 / 100,00   | 0,20  |
|                         | Partido Trabalhista Português         | 15     | 0,18 / 100,00   | -     |
| Votos Inválidos         | Votos Inválidos                       | 604    | 7,34 / 100,00   | 5,19  |
| Total                   | Total                                 | 8 238  | 100,00 / 100,00 |       |
| Eleitorado/Participação | Eleitorado/Participação               | 18 125 | 45,45 / 100,00  | 8,24  |

#### Lumiar
| Partido                 | Partido                               | Votos  | %               | +/-   |
| ----------------------- | ------------------------------------- | ------ | --------------- | ----- |
|                         | Partido Socialista                    | 7 060  | 41,99 / 100,00  | 3,31  |
|                         | PSD-CDS-MPT                           | 4 705  | 27,98 / 100,00  | 14,57 |
|                         | Coligação Democrática Unitária        | 1 507  | 8,96 / 100,00   | 2,00  |
|                         | Bloco de Esquerda                     | 1 125  | 6,69 / 100,00   | 0,40  |
|                         | Partido pelos Animais e pela Natureza | 503    | 2,99 / 100,00   | Novo  |
|                         | PPM-PND-PPV                           | 264    | 1,57 / 100,00   | Novo  |
|                         | PCTP/MRPP                             | 121    | 0,72 / 100,00   | 0,13  |
|                         | Partido Nacional Renovador            | 97     | 0,58 / 100,00   | 0,17  |
|                         | Partido Trabalhista Português         | 34     | 0,20 / 100,00   | -     |
| Votos Inválidos         | Votos Inválidos                       | 1 399  | 8,32 / 100,00   | 5,58  |
| Total                   | Total                                 | 16 815 | 100,00 / 100,00 |       |
| Eleitorado/Participação | Eleitorado/Participação               | 37 511 | 44,83 / 100,00  | 11,41 |

#### Marvila
| Partido                 | Partido                               | Votos  | %               | +/-  |
| ----------------------- | ------------------------------------- | ------ | --------------- | ---- |
|                         | Partido Socialista                    | 6 599  | 47,64 / 100,00  | 1,30 |
|                         | Coligação Democrática Unitária        | 2 283  | 16,48 / 100,00  | 3,06 |
|                         | PSD-CDS-MPT                           | 1 968  | 14,21 / 100,00  | 9,49 |
|                         | Bloco de Esquerda                     | 927    | 6,69 / 100,00   | 0,78 |
|                         | PCTP/MRPP                             | 391    | 2,82 / 100,00   | 1,17 |
|                         | Partido pelos Animais e pela Natureza | 326    | 2,35 / 100,00   | Novo |
|                         | Partido Trabalhista Português         | 233    | 1,68 / 100,00   | -    |
|                         | PPM-PND-PPV                           | 128    | 0,92 / 100,00   | Novo |
|                         | Partido Nacional Renovador            | 99     | 0,71 / 100,00   | 0,03 |
| Votos Inválidos         | Votos Inválidos                       | 897    | 6,48 / 100,00   | 3,70 |
| Total                   | Total                                 | 13 851 | 100,00 / 100,00 |      |
| Eleitorado/Participação | Eleitorado/Participação               | 35 626 | 38,88 / 100,00  | 7,57 |

#### Misericórdia
| Partido                 | Partido                               | Votos  | %               | +/-   |
| ----------------------- | ------------------------------------- | ------ | --------------- | ----- |
|                         | Partido Socialista                    | 2 466  | 44,73 / 100,00  | 0,05  |
|                         | PSD-CDS-MPT                           | 1 091  | 19,79 / 100,00  | 11,52 |
|                         | Coligação Democrática Unitária        | 735    | 13,33 / 100,00  | 2,69  |
|                         | Bloco de Esquerda                     | 463    | 8,40 / 100,00   | 0,75  |
|                         | Partido pelos Animais e pela Natureza | 193    | 3,50 / 100,00   | Novo  |
|                         | PPM-PND-PPV                           | 97     | 1,76 / 100,00   | Novo  |
|                         | PCTP/MRPP                             | 57     | 1,03 / 100,00   | 0,01  |
|                         | Partido Nacional Renovador            | 31     | 0,56 / 100,00   | 0,13  |
|                         | Partido Trabalhista Português         | 19     | 0,34 / 100,00   | -     |
| Votos Inválidos         | Votos Inválidos                       | 361    | 6,55 / 100,00   | 3,87  |
| Total                   | Total                                 | 5 513  | 100,00 / 100,00 |       |
| Eleitorado/Participação | Eleitorado/Participação               | 13 228 | 41,68 / 100,00  | 7,94  |

#### Olivais
| Partido                 | Partido                               | Votos  | %               |
| ----------------------- | ------------------------------------- | ------ | --------------- |
|                         | Partido Socialista                    | 6 880  | 45,38 / 100,00  |
|                         | PSD-CDS-MPT                           | 2 907  | 19,17 / 100,00  |
|                         | Coligação Democrática Unitária        | 2 040  | 13,45 / 100,00  |
|                         | Bloco de Esquerda                     | 1 065  | 7,02 / 100,00   |
|                         | Partido pelos Animais e pela Natureza | 497    | 3,28 / 100,00   |
|                         | PCTP/MRPP                             | 276    | 1,82 / 100,00   |
|                         | PPM-PND-PPV                           | 192    | 1,27 / 100,00   |
|                         | Partido Nacional Renovador            | 101    | 0,67 / 100,00   |
|                         | Partido Trabalhista Português         | 70     | 0,46 / 100,00   |
| Votos Inválidos         | Votos Inválidos                       | 1 134  | 7,48 / 100,00   |
| Total                   | Total                                 | 15 162 | 100,00 / 100,00 |
| Eleitorado/Participação | Eleitorado/Participação               | 32 258 | 47,00 / 100,00  |

#### Parque das Nações
| Partido                 | Partido                               | Votos  | %               |
| ----------------------- | ------------------------------------- | ------ | --------------- |
|                         | Partido Socialista                    | 3 784  | 46,70 / 100,00  |
|                         | PSD-CDS-MPT                           | 1 856  | 22,91 / 100,00  |
|                         | Coligação Democrática Unitária        | 646    | 7,97 / 100,00   |
|                         | Bloco de Esquerda                     | 517    | 6,38 / 100,00   |
|                         | Partido pelos Animais e pela Natureza | 285    | 3,52 / 100,00   |
|                         | PPM-PND-PPV                           | 190    | 2,34 / 100,00   |
|                         | Partido Nacional Renovador            | 67     | 0,83 / 100,00   |
|                         | PCTP/MRPP                             | 63     | 0,78 / 100,00   |
|                         | Partido Trabalhista Português         | 22     | 0,27 / 100,00   |
| Votos Inválidos         | Votos Inválidos                       | 673    | 8,31 / 100,00   |
| Total                   | Total                                 | 8 103  | 100,00 / 100,00 |
| Eleitorado/Participação | Eleitorado/Participação               | 15 532 | 52,17 / 100,00  |

#### Penha de França
| Partido                 | Partido                               | Votos  | %               | +/-   |
| ----------------------- | ------------------------------------- | ------ | --------------- | ----- |
|                         | Partido Socialista                    | 4 928  | 44,44 / 100,00  | 2,86  |
|                         | PSD-CDS-MPT                           | 2 345  | 21,15 / 100,00  | 14,61 |
|                         | Coligação Democrática Unitária        | 1 388  | 12,52 / 100,00  | 2,60  |
|                         | Bloco de Esquerda                     | 949    | 8,56 / 100,00   | 0,19  |
|                         | Partido pelos Animais e pela Natureza | 422    | 3,81 / 100,00   | Novo  |
|                         | PPM-PND-PPV                           | 135    | 1,22 / 100,00   | Novo  |
|                         | PCTP/MRPP                             | 122    | 1,10 / 100,00   | 0,43  |
|                         | Partido Nacional Renovador            | 73     | 0,66 / 100,00   | 0,22  |
|                         | Partido Trabalhista Português         | 29     | 0,26 / 100,00   | -     |
| Votos Inválidos         | Votos Inválidos                       | 698    | 6,30 / 100,00   | 3,81  |
| Total                   | Total                                 | 11 089 | 100,00 / 100,00 |       |
| Eleitorado/Participação | Eleitorado/Participação               | 26 044 | 42,58 / 100,00  | 7,83  |

#### Santa Clara
| Partido                 | Partido                               | Votos  | %               | +/-   |
| ----------------------- | ------------------------------------- | ------ | --------------- | ----- |
|                         | Partido Socialista                    | 3 316  | 44,44 / 100,00  | 1,59  |
|                         | PSD-CDS-MPT                           | 1 479  | 19,82 / 100,00  | 10,91 |
|                         | Coligação Democrática Unitária        | 1 158  | 15,52 / 100,00  | 1,69  |
|                         | Bloco de Esquerda                     | 438    | 5,87 / 100,00   | 1,01  |
|                         | Partido pelos Animais e pela Natureza | 187    | 2,51 / 100,00   | Novo  |
|                         | PCTP/MRPP                             | 139    | 1,86 / 100,00   | 0,74  |
|                         | PPM-PND-PPV                           | 87     | 1,17 / 100,00   | Novo  |
|                         | Partido Nacional Renovador            | 64     | 0,86 / 100,00   | 0,37  |
|                         | Partido Trabalhista Português         | 45     | 0,60 / 100,00   | -     |
| Votos Inválidos         | Votos Inválidos                       | 549    | 7,36 / 100,00   | 4,31  |
| Total                   | Total                                 | 7 462  | 100,00 / 100,00 |       |
| Eleitorado/Participação | Eleitorado/Participação               | 18 880 | 39,52 / 100,00  | 7,70  |

#### Santa Maria Maior
| Partido                 | Partido                               | Votos  | %               | +/-  |
| ----------------------- | ------------------------------------- | ------ | --------------- | ---- |
|                         | Partido Socialista                    | 2 283  | 43,54 / 100,00  | 1,83 |
|                         | PSD-CDS-MPT                           | 1 059  | 20,20 / 100,00  | 9,11 |
|                         | Coligação Democrática Unitária        | 847    | 16,15 / 100,00  | 1,25 |
|                         | Bloco de Esquerda                     | 362    | 6,90 / 100,00   | 1,08 |
|                         | Partido pelos Animais e pela Natureza | 124    | 2,37 / 100,00   | Novo |
|                         | PCTP/MRPP                             | 76     | 1,45 / 100,00   | 0,21 |
|                         | PPM-PND-PPV                           | 59     | 1,13 / 100,00   | Novo |
|                         | Partido Nacional Renovador            | 29     | 0,55 / 100,00   | 0,08 |
|                         | Partido Trabalhista Português         | 23     | 0,44 / 100,00   | -    |
| Votos Inválidos         | Votos Inválidos                       | 381    | 7,27 / 100,00   | 3,73 |
| Total                   | Total                                 | 5 234  | 100,00 / 100,00 |      |
| Eleitorado/Participação | Eleitorado/Participação               | 12 516 | 41,89 / 100,00  | 8,51 |

#### Santo António
| Partido                 | Partido                               | Votos  | %               | +/-   |
| ----------------------- | ------------------------------------- | ------ | --------------- | ----- |
|                         | Partido Socialista                    | 2 010  | 36,46 / 100,00  | 0,27  |
|                         | PSD-CDS-MPT                           | 1 795  | 32,56 / 100,00  | 11,74 |
|                         | Coligação Democrática Unitária        | 536    | 9,72 / 100,00   | 1,35  |
|                         | Bloco de Esquerda                     | 442    | 8,02 / 100,00   | 1,07  |
|                         | Partido pelos Animais e pela Natureza | 157    | 2,85 / 100,00   | Novo  |
|                         | PPM-PND-PPV                           | 111    | 2,01 / 100,00   | Novo  |
|                         | PCTP/MRPP                             | 52     | 0,94 / 100,00   | 0,25  |
|                         | Partido Nacional Renovador            | 22     | 0,40 / 100,00   | 0,16  |
|                         | Partido Trabalhista Português         | 6      | 0,11 / 100,00   | -     |
| Votos Inválidos         | Votos Inválidos                       | 382    | 6,93 / 100,00   | 4,31  |
| Total                   | Total                                 | 5 513  | 100,00 / 100,00 |       |
| Eleitorado/Participação | Eleitorado/Participação               | 12 424 | 44,37 / 100,00  | 7,99  |

#### São Domingos de Benfica
| Partido                 | Partido                               | Votos  | %               | +/-   |
| ----------------------- | ------------------------------------- | ------ | --------------- | ----- |
|                         | Partido Socialista                    | 5 677  | 39,67 / 100,00  | 2,53  |
|                         | PSD-CDS-MPT                           | 4 266  | 29,81 / 100,00  | 15,41 |
|                         | Coligação Democrática Unitária        | 1 335  | 9,33 / 100,00   | 1,99  |
|                         | Bloco de Esquerda                     | 973    | 6,80 / 100,00   | 1,07  |
|                         | Partido pelos Animais e pela Natureza | 398    | 2,78 / 100,00   | Novo  |
|                         | PPM-PND-PPV                           | 259    | 1,81 / 100,00   | Novo  |
|                         | PCTP/MRPP                             | 105    | 0,73 / 100,00   | 0,24  |
|                         | Partido Nacional Renovador            | 87     | 0,61 / 100,00   | 0,16  |
|                         | Partido Trabalhista Português         | 18     | 0,13 / 100,00   | -     |
| Votos Inválidos         | Votos Inválidos                       | 1 194  | 8,34 / 100,00   | 5,95  |
| Total                   | Total                                 | 14 312 | 100,00 / 100,00 |       |
| Eleitorado/Participação | Eleitorado/Participação               | 29 995 | 47,71 / 100,00  | 10,17 |

#### São Vicente
| Partido                 | Partido                               | Votos  | %               | +/-   |
| ----------------------- | ------------------------------------- | ------ | --------------- | ----- |
|                         | Partido Socialista                    | 2 564  | 40,49 / 100,00  | 2,06  |
|                         | PSD-CDS-MPT                           | 1 376  | 21,73 / 100,00  | 13,16 |
|                         | Coligação Democrática Unitária        | 1 045  | 16,50 / 100,00  | 3,03  |
|                         | Bloco de Esquerda                     | 546    | 8,62 / 100,00   | 1,15  |
|                         | Partido pelos Animais e pela Natureza | 153    | 2,42 / 100,00   | Novo  |
|                         | PCTP/MRPP                             | 119    | 1,88 / 100,00   | 0,49  |
|                         | PPM-PND-PPV                           | 71     | 1,12 / 100,00   | Novo  |
|                         | Partido Nacional Renovador            | 24     | 0,38 / 100,00   | 0,12  |
|                         | Partido Trabalhista Português         | 19     | 0,30 / 100,00   | -     |
| Votos Inválidos         | Votos Inválidos                       | 316    | 6,57 / 100,00   | 3,29  |
| Total                   | Total                                 | 6 333  | 100,00 / 100,00 |       |
| Eleitorado/Participação | Eleitorado/Participação               | 13 927 | 45,47 / 100,00  | 7,27  |

### Juntas de Freguesia

#### Ajuda
| Partido                 | Partido                        | Votos  | %               | +/-   | Mandatos | +/-     |
| ----------------------- | ------------------------------ | ------ | --------------- | ----- | -------- | ------- |
|                         | Partido Socialista             | 3 354  | 50,66 / 100,00  | 15,04 | 8 / 13   | 3       |
|                         | Coligação Democrática Unitária | 1 707  | 25,78 / 100,00  | 5,83  | 4 / 13   | Estável |
|                         | PSD-CDS-MPT                    | 741    | 11,19 / 100,00  | 12,58 | 1 / 13   | 2       |
|                         | Bloco de Esquerda              | 352    | 5,32 / 100,00   | 1,05  | 0 / 13   | 1       |
|                         | PPM-PND-PPV                    | 73     | 1,10 / 100,00   | Novo  | 0 / 13   | Novo    |
| Votos Inválidos         | Votos Inválidos                | 394    | 5,96 / 100,00   | 3,33  |          |         |
| Total                   | Total                          | 6 621  | 100,00 / 100,00 |       | 13 / 13  |         |
| Eleitorado/Participação | Eleitorado/Participação        | 14 547 | 45,51 / 100,00  | 6,08  |          |         |

#### Alcântara
| Partido                 | Partido                                 | Votos  | %               | +/-   | Mandatos | +/-     |
| ----------------------- | --------------------------------------- | ------ | --------------- | ----- | -------- | ------- |
|                         | Partido Socialista                      | 2 008  | 33,57 / 100,00  | 4,38  | 5 / 13   | 1       |
|                         | PSD-CDS-MPT                             | 1 583  | 26,46 / 100,00  | 4,36  | 4 / 13   | Estável |
|                         | Coligação Democrática Unitária          | 1 166  | 19,49 / 100,00  | 10,35 | 3 / 13   | 1       |
|                         | Move Alcântara - Cidadãos por Alcântara | 602    | 10,06 / 100,00  | Novo  | 1 / 13   | Novo    |
|                         | PCTP/MRPP                               | 143    | 2,39 / 100,00   | -     | 0 / 13   | -       |
|                         | PPM-PND-PPV                             | 74     | 1,24 / 100,00   | Novo  | 0 / 13   | Novo    |
| Votos Inválidos         | Votos Inválidos                         | 406    | 6,79 / 100,00   | 3,98  |          |         |
| Total                   | Total                                   | 5 982  | 100,00 / 100,00 |       | 13 / 13  |         |
| Eleitorado/Participação | Eleitorado/Participação                 | 12 832 | 46,62 / 100,00  | 6,04  |          |         |

#### Alvalade
| Partido                 | Partido                               | Votos  | %               | Mandatos |
| ----------------------- | ------------------------------------- | ------ | --------------- | -------- |
|                         | Partido Socialista                    | 5 260  | 36,99 / 100,00  | 8 / 19   |
|                         | PSD-CDS-MPT                           | 4 961  | 34,89 / 100,00  | 8 / 19   |
|                         | Coligação Democrática Unitária        | 1 418  | 9,97 / 100,00   | 2 / 19   |
|                         | Bloco de Esquerda                     | 793    | 5,58 / 100,00   | 1 / 19   |
|                         | Partido pelos Animais e pela Natureza | 500    | 3,52 / 100,00   | 0 / 19   |
|                         | PPM-PND-PPV                           | 222    | 1,56 / 100,00   | 0 / 19   |
| Votos Inválidos         | Votos Inválidos                       | 1 067  | 7,51 / 100,00   |          |
| Total                   | Total                                 | 14 221 | 100,00 / 100,00 | 19 / 19  |
| Eleitorado/Participação | Eleitorado/Participação               | 30 414 | 46,76 / 100,00  |          |

#### Areeiro
| Partido                 | Partido                        | Votos  | %               | Mandatos |
| ----------------------- | ------------------------------ | ------ | --------------- | -------- |
|                         | PSD-CDS-MPT                    | 3 358  | 37,11 / 100,00  | 6 / 13   |
|                         | Partido Socialista             | 3 201  | 35,37 / 100,00  | 5 / 13   |
|                         | Coligação Democrática Unitária | 829    | 9,16 / 100,00   | 1 / 13   |
|                         | Bloco de Esquerda              | 614    | 6,79 / 100,00   | 1 / 13   |
|                         | PPM-PND-PPV                    | 244    | 2,70 / 100,00   | 0 / 13   |
| Votos Inválidos         | Votos Inválidos                | 803    | 8,87 / 100,00   |          |
| Total                   | Total                          | 9 049  | 100,00 / 100,00 | 13 / 13  |
| Eleitorado/Participação | Eleitorado/Participação        | 20 159 | 44,89 / 100,00  |          |

#### Arroios
| Partido                 | Partido                               | Votos  | %               | Mandatos |
| ----------------------- | ------------------------------------- | ------ | --------------- | -------- |
|                         | Partido Socialista                    | 4 579  | 37,49 / 100,00  | 9 / 19   |
|                         | PSD-CDS-MPT                           | 3 487  | 28,55 / 100,00  | 6 / 19   |
|                         | Coligação Democrática Unitária        | 1 387  | 11,35 / 100,00  | 2 / 19   |
|                         | Bloco de Esquerda                     | 823    | 6,74 / 100,00   | 1 / 19   |
|                         | Partido pelos Animais e pela Natureza | 518    | 4,24 / 100,00   | 1 / 19   |
|                         | PPM-PND-PPV                           | 316    | 2,59 / 100,00   | 0 / 19   |
|                         | PCTP/MRPP                             | 183    | 1,50 / 100,00   | 0 / 19   |
| Votos Inválidos         | Votos Inválidos                       | 922    | 7,55 / 100,00   |          |
| Total                   | Total                                 | 12 215 | 100,00 / 100,00 | 19 / 19  |
| Eleitorado/Participação | Eleitorado/Participação               | 29 946 | 40,79 / 100,00  |          |

#### Avenidas Novas
| Partido                 | Partido                               | Votos  | %               | Mandatos |
| ----------------------- | ------------------------------------- | ------ | --------------- | -------- |
|                         | PSD-CDS-MPT                           | 3 501  | 34,52 / 100,00  | 8 / 19   |
|                         | Partido Socialista                    | 3 392  | 33,45 / 100,00  | 8 / 19   |
|                         | Coligação Democrática Unitária        | 819    | 8,08 / 100,00   | 1 / 19   |
|                         | Idalina Flora - Avenidas Novas Sempre | 795    | 7,84 / 100,00   | 1 / 19   |
|                         | Bloco de Esquerda                     | 535    | 5,28 / 100,00   | 1 / 19   |
|                         | PPM-PND-PPV                           | 197    | 1,94 / 100,00   | 0 / 19   |
|                         | Partido Nacional Renovador            | 71     | 0,70 / 100,00   | 0 / 19   |
| Votos Inválidos         | Votos Inválidos                       | 832    | 8,20 / 100,00   |          |
| Total                   | Total                                 | 10 142 | 100,00 / 100,00 | 19 / 19  |
| Eleitorado/Participação | Eleitorado/Participação               | 21 742 | 46,65 / 100,00  |          |

#### Beato
| Partido                 | Partido                        | Votos  | %               | +/-  | Mandatos | +/-     |
| ----------------------- | ------------------------------ | ------ | --------------- | ---- | -------- | ------- |
|                         | Partido Socialista             | 3 551  | 64,13 / 100,00  | 7,51 | 10 / 13  | 1       |
|                         | PSD-CDS-MPT                    | 703    | 12,70 / 100,00  | 9,87 | 2 / 13   | 1       |
|                         | Coligação Democrática Unitária | 588    | 10,62 / 100,00  | 0,66 | 1 / 13   | Estável |
|                         | Bloco de Esquerda              | 259    | 4,68 / 100,00   | 1,13 | 0 / 13   | Estável |
|                         | PCTP/MRPP                      | 87     | 1,57 / 100,00   | 0,32 | 0 / 13   | Estável |
|                         | PPM-PND-PPV                    | 45     | 0,81 / 100,00   | Novo | 0 / 13   | Novo    |
|                         | Partido Trabalhista Português  | 30     | 0,54 / 100,00   | -    | 0 / 13   | -       |
| Votos Inválidos         | Votos Inválidos                | 274    | 4,95 / 100,00   | 2,47 |          |         |
| Total                   | Total                          | 5 537  | 100,00 / 100,00 |      | 13 / 13  |         |
| Eleitorado/Participação | Eleitorado/Participação        | 11 553 | 47,93 / 100,00  | 5,68 |          |         |

#### Belém
| Partido                 | Partido                        | Votos  | %               | Mandatos |
| ----------------------- | ------------------------------ | ------ | --------------- | -------- |
|                         | PSD-CDS-MPT                    | 3 168  | 42,78 / 100,00  | 7 / 13   |
|                         | Partido Socialista             | 2 393  | 32,32 / 100,00  | 5 / 13   |
|                         | Coligação Democrática Unitária | 672    | 9,07 / 100,00   | 1 / 13   |
|                         | Bloco de Esquerda              | 342    | 4,62 / 100,00   | 0 / 13   |
|                         | PPM-PND-PPV                    | 304    | 4,11 / 100,00   | 0 / 13   |
| Votos Inválidos         | Votos Inválidos                | 526    | 7,10 / 100,00   |          |
| Total                   | Total                          | 7 405  | 100,00 / 100,00 | 13 / 13  |
| Eleitorado/Participação | Eleitorado/Participação        | 14 909 | 49,67 / 100,00  |          |

#### Benfica
| Partido                 | Partido                               | Votos  | %               | +/-   | Mandatos | +/-     |
| ----------------------- | ------------------------------------- | ------ | --------------- | ----- | -------- | ------- |
|                         | Partido Socialista                    | 7 491  | 47,48 / 100,00  | 7,54  | 11 / 19  | 3       |
|                         | PSD-CDS-MPT                           | 3 549  | 22,49 / 100,00  | 15,84 | 5 / 19   | 3       |
|                         | Coligação Democrática Unitária        | 1 891  | 11,99 / 100,00  | 0,70  | 2 / 19   | Estável |
|                         | Bloco de Esquerda                     | 932    | 5,91 / 100,00   | 1,09  | 1 / 19   | Estável |
|                         | Partido pelos Animais e pela Natureza | 454    | 2,88 / 100,00   | Novo  | 0 / 19   | Novo    |
|                         | PCTP/MRPP                             | 251    | 1,59 / 100,00   | -     | 0 / 19   | -       |
|                         | PPM-PND-PPV                           | 139    | 0,88 / 100,00   | Novo  | 0 / 19   | Novo    |
| Votos Inválidos         | Votos Inválidos                       | 1 070  | 6,78 / 100,00   | 3,34  |          |         |
| Total                   | Total                                 | 15 777 | 100,00 / 100,00 |       | 19 / 19  |         |
| Eleitorado/Participação | Eleitorado/Participação               | 34 696 | 45,47 / 100,00  | 9,95  |          |         |

#### Campo de Ourique
| Partido                 | Partido                        | Votos  | %               | Mandatos |
| ----------------------- | ------------------------------ | ------ | --------------- | -------- |
|                         | Partido Socialista             | 4 184  | 41,42 / 100,00  | 9 / 19   |
|                         | PSD-CDS-MPT                    | 3 008  | 29,78 / 100,00  | 7 / 19   |
|                         | Coligação Democrática Unitária | 1 224  | 12,12 / 100,00  | 2 / 19   |
|                         | Bloco de Esquerda              | 672    | 6,65 / 100,00   | 1 / 19   |
|                         | PPM-PND-PPV                    | 211    | 2,09 / 100,00   | 0 / 19   |
|                         | Partido Trabalhista Português  | 61     | 0,60 / 100,00   | 0 / 19   |
| Votos Inválidos         | Votos Inválidos                | 741    | 7,34 / 100,00   |          |
| Total                   | Total                          | 10 101 | 100,00 / 100,00 | 19 / 19  |
| Eleitorado/Participação | Eleitorado/Participação        | 20 472 | 49,34 / 100,00  |          |

#### Campolide
| Partido                 | Partido                        | Votos  | %               | +/-   | Mandatos | +/-     |
| ----------------------- | ------------------------------ | ------ | --------------- | ----- | -------- | ------- |
|                         | Partido Socialista             | 3 491  | 56,75 / 100,00  | 14,36 | 9 / 13   | 3       |
|                         | PSD-CDS-MPT                    | 1 209  | 19,65 / 100,00  | 17,25 | 3 / 13   | 2       |
|                         | Coligação Democrática Unitária | 678    | 11,02 / 100,00  | 0,72  | 1 / 13   | Estável |
|                         | Bloco de Esquerda              | 293    | 4,76 / 100,00   | 1,49  | 0 / 13   | 1       |
|                         | PPM-PND-PPV                    | 103    | 1,67 / 100,00   | Novo  | 0 / 13   | Novo    |
| Votos Inválidos         | Votos Inválidos                | 378    | 6,15 / 100,00   | 3,43  |          |         |
| Total                   | Total                          | 6 152  | 100,00 / 100,00 |       | 13 / 13  |         |
| Eleitorado/Participação | Eleitorado/Participação        | 13 639 | 45,11 / 100,00  | 6,46  |          |         |

#### Carnide
| Partido                 | Partido                               | Votos  | %               | +/-  | Mandatos | +/-     |
| ----------------------- | ------------------------------------- | ------ | --------------- | ---- | -------- | ------- |
|                         | Coligação Democrática Unitária        | 3 927  | 46,11 / 100,00  | 5,31 | 7 / 13   | 1       |
|                         | Partido Socialista                    | 2 028  | 23,81 / 100,00  | 1,74 | 4 / 13   | 1       |
|                         | PSD-CDS-MPT                           | 1 414  | 16,60 / 100,00  | 9,15 | 2 / 13   | 2       |
|                         | Bloco de Esquerda                     | 305    | 3,58 / 100,00   | 1,29 | 0 / 13   | Estável |
|                         | Partido pelos Animais e pela Natureza | 179    | 2,10 / 100,00   | Novo | 0 / 13   | Novo    |
|                         | PPM-PND-PPV                           | 90     | 1,06 / 100,00   | Novo | 0 / 13   | Novo    |
|                         | Partido Trabalhista Português         | 34     | 0,40 / 100,00   | -    | 0 / 13   | -       |
| Votos Inválidos         | Votos Inválidos                       | 540    | 6,34 / 100,00   | 3,32 |          |         |
| Total                   | Total                                 | 8 517  | 100,00 / 100,00 |      | 13 / 13  |         |
| Eleitorado/Participação | Eleitorado/Participação               | 16 520 | 51,56 / 100,00  | 7,21 |          |         |

#### Estrela
| Partido                 | Partido                        | Votos  | %               | Mandatos |
| ----------------------- | ------------------------------ | ------ | --------------- | -------- |
|                         | PSD-CDS-MPT                    | 2 997  | 36,39 / 100,00  | 6 / 13   |
|                         | Partido Socialista             | 2 963  | 35,98 / 100,00  | 6 / 13   |
|                         | Coligação Democrática Unitária | 854    | 10,37 / 100,00  | 1 / 13   |
|                         | Mais Estrela                   | 357    | 4,34 / 100,00   | 0 / 13   |
|                         | Bloco de Esquerda              | 332    | 4,03 / 100,00   | 0 / 13   |
|                         | PPM-PND-PPV                    | 158    | 1,92 / 100,00   | 0 / 13   |
| Votos Inválidos         | Votos Inválidos                | 574    | 6,97 / 100,00   |          |
| Total                   | Total                          | 8 235  | 100,00 / 100,00 | 13 / 13  |
| Eleitorado/Participação | Eleitorado/Participação        | 18 125 | 45,43 / 100,00  |          |

#### Lumiar
| Partido                 | Partido                        | Votos  | %               | +/-   | Mandatos | +/-     |
| ----------------------- | ------------------------------ | ------ | --------------- | ----- | -------- | ------- |
|                         | Partido Socialista             | 6 773  | 40,28 / 100,00  | 4,54  | 9 / 19   | 2       |
|                         | PSD-CDS-MPT                    | 5 335  | 31,73 / 100,00  | 13,02 | 7 / 19   | 3       |
|                         | Coligação Democrática Unitária | 1 709  | 10,16 / 100,00  | 1,78  | 2 / 19   | 1       |
|                         | Bloco de Esquerda              | 998    | 5,93 / 100,00   | 0,09  | 1 / 19   | Estável |
|                         | PPM-PND-PPV                    | 325    | 1,93 / 100,00   | Novo  | 0 / 19   | Novo    |
|                         | Partido Trabalhista Português  | 90     | 0,54 / 100,00   | 0,31  | 0 / 19   | Estável |
| Votos Inválidos         | Votos Inválidos                | 1 586  | 9,43 / 100,00   | 5,67  |          |         |
| Total                   | Total                          | 16 816 | 100,00 / 100,00 |       | 19 / 19  |         |
| Eleitorado/Participação | Eleitorado/Participação        | 37 511 | 44,83 / 100,00  | 11,41 |          |         |

#### Marvila
| Partido                 | Partido                        | Votos  | %               | +/-   | Mandatos | +/-     |
| ----------------------- | ------------------------------ | ------ | --------------- | ----- | -------- | ------- |
|                         | Partido Socialista             | 6 209  | 44,84 / 100,00  | 1,08  | 11 / 19  | 1       |
|                         | Coligação Democrática Unitária | 2 592  | 18,72 / 100,00  | 1,77  | 4 / 19   | 1       |
|                         | PSD-CDS-MPT                    | 2 117  | 15,29 / 100,00  | 10,55 | 3 / 19   | 2       |
|                         | Bloco de Esquerda              | 891    | 6,43 / 100,00   | 0,22  | 1 / 19   | Estável |
|                         | PCTP/MRPP                      | 519    | 3,75 / 100,00   | 1,70  | 0 / 19   | Estável |
|                         | Partido Trabalhista Português  | 299    | 2,16 / 100,00   | 1,00  | 0 / 19   | Estável |
|                         | PPM-PND-PPV                    | 156    | 1,13 / 100,00   | Novo  | 0 / 19   | Novo    |
|                         | Partido Nacional Renovador     | 116    | 0,84 / 100,00   | 0,10  | 0 / 19   | Estável |
| Votos Inválidos         | Votos Inválidos                | 949    | 6,86 / 100,00   | 4,02  |          |         |
| Total                   | Total                          | 13 848 | 100,00 / 100,00 |       | 19 / 19  |         |
| Eleitorado/Participação | Eleitorado/Participação        | 35 626 | 38,87 / 100,00  | 7,91  |          |         |

#### Misericórdia
| Partido                 | Partido                        | Votos  | %               | Mandatos |
| ----------------------- | ------------------------------ | ------ | --------------- | -------- |
|                         | Partido Socialista             | 2 506  | 45,46 / 100,00  | 7 / 13   |
|                         | PSD-CDS-MPT                    | 1 083  | 19,64 / 100,00  | 3 / 13   |
|                         | Coligação Democrática Unitária | 941    | 17,07 / 100,00  | 2 / 13   |
|                         | Bloco de Esquerda              | 445    | 8,07 / 100,00   | 1 / 13   |
|                         | PPM-PND-PPV                    | 139    | 2,52 / 100,00   | 0 / 13   |
| Votos Inválidos         | Votos Inválidos                | 399    | 7,24 / 100,00   |          |
| Total                   | Total                          | 5 513  | 100,00 / 100,00 | 13 / 13  |
| Eleitorado/Participação | Eleitorado/Participação        | 13 228 | 41,68 / 100,00  |          |

#### Olivais
| Partido                 | Partido                               | Votos  | %               | Mandatos |
| ----------------------- | ------------------------------------- | ------ | --------------- | -------- |
|                         | Partido Socialista                    | 6 561  | 43,40 / 100,00  | 10 / 19  |
|                         | PSD-CDS-MPT                           | 2 616  | 17,31 / 100,00  | 3 / 19   |
|                         | Coligação Democrática Unitária        | 2 009  | 13,29 / 100,00  | 3 / 19   |
|                         | Olivais com Todos                     | 1 462  | 9,67 / 100,00   | 2 / 19   |
|                         | Bloco de Esquerda                     | 758    | 5,01 / 100,00   | 1 / 19   |
|                         | Partido pelos Animais e pela Natureza | 366    | 2,42 / 100,00   | 0 / 19   |
|                         | PCTP/MRPP                             | 240    | 1,59 / 100,00   | 0 / 19   |
|                         | Partido Trabalhista Português         | 65     | 0,43 / 100,00   | 0 / 19   |
| Votos Inválidos         | Votos Inválidos                       | 1 040  | 6,88 / 100,00   |          |
| Total                   | Total                                 | 15 117 | 100,00 / 100,00 | 19 / 19  |
| Eleitorado/Participação | Eleitorado/Participação               | 32 258 | 46,86 / 100,00  |          |

#### Parque das Nações
| Partido                 | Partido                        | Votos  | %               | Mandatos |
| ----------------------- | ------------------------------ | ------ | --------------- | -------- |
|                         | Parque das Nações por Nós      | 3 075  | 40,87 / 100,00  | 6 / 13   |
|                         | Partido Socialista             | 2 169  | 28,83 / 100,00  | 4 / 13   |
|                         | PSD-CDS-MPT                    | 964    | 12,81 / 100,00  | 2 / 13   |
|                         | Coligação Democrática Unitária | 526    | 6,99 / 100,00   | 1 / 13   |
|                         | Bloco de Esquerda              | 232    | 3,08 / 100,00   | 0 / 13   |
|                         | PPM-PND-PPV                    | 162    | 2,15 / 100,00   | 0 / 13   |
| Votos Inválidos         | Votos Inválidos                | 395    | 5,25 / 100,00   |          |
| Total                   | Total                          | 7 523  | 100,00 / 100,00 | 13 / 13  |
| Eleitorado/Participação | Eleitorado/Participação        | 15 532 | 48,44 / 100,00  |          |

#### Penha de França
| Partido                 | Partido                        | Votos  | %               | Mandatos |
| ----------------------- | ------------------------------ | ------ | --------------- | -------- |
|                         | Partido Socialista             | 4 819  | 43,46 / 100,00  | 9 / 19   |
|                         | PSD-CDS-MPT                    | 2 421  | 21,83 / 100,00  | 5 / 19   |
|                         | Coligação Democrática Unitária | 1 568  | 14,14 / 100,00  | 3 / 19   |
|                         | Bloco de Esquerda              | 759    | 6,85 / 100,00   | 1 / 19   |
|                         | Mais Penha e São João          | 601    | 5,42 / 100,00   | 1 / 19   |
|                         | PPM-PND-PPV                    | 147    | 1,33 / 100,00   | 0 / 19   |
| Votos Inválidos         | Votos Inválidos                | 773    | 6,97 / 100,00   |          |
| Total                   | Total                          | 11 088 | 100,00 / 100,00 | 19 / 19  |
| Eleitorado/Participação | Eleitorado/Participação        | 26 044 | 42,57 / 100,00  |          |

#### Santa Clara
| Partido                 | Partido                        | Votos  | %               | Mandatos |
| ----------------------- | ------------------------------ | ------ | --------------- | -------- |
|                         | Partido Socialista             | 2 988  | 40,24 / 100,00  | 6 / 13   |
|                         | PSD-CDS-MPT                    | 1 775  | 23,91 / 100,00  | 4 / 13   |
|                         | Coligação Democrática Unitária | 1 553  | 20,92 / 100,00  | 3 / 13   |
|                         | Bloco de Esquerda              | 408    | 5,49 / 100,00   | 0 / 13   |
|                         | PPM-PND-PPV                    | 157    | 2,11 / 100,00   | 0 / 13   |
| Votos Inválidos         | Votos Inválidos                | 544    | 7,33 / 100,00   |          |
| Total                   | Total                          | 7 425  | 100,00 / 100,00 | 13 / 13  |
| Eleitorado/Participação | Eleitorado/Participação        | 18 880 | 39,33 / 100,00  |          |

#### Santa Maria Maior
| Partido                 | Partido                        | Votos  | %               | Mandatos |
| ----------------------- | ------------------------------ | ------ | --------------- | -------- |
|                         | Partido Socialista             | 2 114  | 40,31 / 100,00  | 6 / 13   |
|                         | PSD-CDS-MPT                    | 1 230  | 23,45 / 100,00  | 3 / 13   |
|                         | Coligação Democrática Unitária | 1 087  | 20,72 / 100,00  | 3 / 13   |
|                         | Bloco de Esquerda              | 326    | 6,22 / 100,00   | 1 / 13   |
|                         | PPM-PND-PPV                    | 81     | 1,54 / 100,00   | 0 / 13   |
|                         | Partido Trabalhista Português  | 37     | 0,71 / 100,00   | 0 / 13   |
| Votos Inválidos         | Votos Inválidos                | 370    | 7,06 / 100,00   |          |
| Total                   | Total                          | 5 245  | 100,00 / 100,00 | 13 / 13  |
| Eleitorado/Participação | Eleitorado/Participação        | 12 516 | 41,91 / 100,00  |          |

#### Santo António
| Partido                 | Partido                        | Votos  | %               | Mandatos |
| ----------------------- | ------------------------------ | ------ | --------------- | -------- |
|                         | PSD-CDS-MPT                    | 2 307  | 41,84 / 100,00  | 6 / 13   |
|                         | Partido Socialista             | 1 863  | 33,79 / 100,00  | 5 / 13   |
|                         | Coligação Democrática Unitária | 581    | 10,54 / 100,00  | 1 / 13   |
|                         | Bloco de Esquerda              | 377    | 6,84 / 100,00   | 1 / 13   |
| Votos Inválidos         | Votos Inválidos                | 386    | 7,00 / 100,00   |          |
| Total                   | Total                          | 5 514  | 100,00 / 100,00 | 13 / 13  |
| Eleitorado/Participação | Eleitorado/Participação        | 12 424 | 44,38 / 100,00  |          |

#### São Domingos de Benfica
| Partido                 | Partido                        | Votos  | %               | +/-   | Mandatos | +/-     |
| ----------------------- | ------------------------------ | ------ | --------------- | ----- | -------- | ------- |
|                         | Partido Socialista             | 5 515  | 38,76 / 100,00  | 4,07  | 9 / 19   | 2       |
|                         | PSD-CDS-MPT                    | 4 621  | 32,48 / 100,00  | 12,91 | 7 / 19   | 3       |
|                         | Coligação Democrática Unitária | 1 593  | 11,20 / 100,00  | 2,56  | 2 / 19   | 1       |
|                         | Bloco de Esquerda              | 836    | 5,88 / 100,00   | 0,24  | 1 / 19   | Estável |
|                         | PPM-PND-PPV                    | 424    | 2,98 / 100,00   | Novo  | 0 / 19   | Novo    |
| Votos Inválidos         | Votos Inválidos                | 1 240  | 8,71 / 100,00   | 5,33  |          |         |
| Total                   | Total                          | 14 229 | 100,00 / 100,00 |       | 19 / 19  |         |
| Eleitorado/Participação | Eleitorado/Participação        | 29 995 | 47,44 / 100,00  | 10,44 |          |         |

#### São Vicente
| Partido                 | Partido                        | Votos  | %               | Mandatos |
| ----------------------- | ------------------------------ | ------ | --------------- | -------- |
|                         | Partido Socialista             | 2 147  | 33,90 / 100,00  | 5 / 13   |
|                         | PSD-CDS-MPT                    | 1 672  | 26,40 / 100,00  | 4 / 13   |
|                         | Coligação Democrática Unitária | 1 390  | 21,95 / 100,00  | 3 / 13   |
|                         | Bloco de Esquerda              | 491    | 7,75 / 100,00   | 1 / 13   |
|                         | PCTP/MRPP                      | 204    | 3,22 / 100,00   | 0 / 13   |
| Votos Inválidos         | Votos Inválidos                | 429    | 7,77 / 100,00   |          |
| Total                   | Total                          | 6 333  | 100,00 / 100,00 | 13 / 13  |
| Eleitorado/Participação | Eleitorado/Participação        | 13 927 | 45,47 / 100,00  |          |

#### Juntas antes e depois das Eleições
| Freguesia               | 2009-2013   | 2009-2013                      | 2009-2013      | 2013-2017 | 2013-2017                      | 2013-2017      |
| ----------------------- | ----------- | ------------------------------ | -------------- | --------- | ------------------------------ | -------------- |
| Ajuda                   |             | Partido Socialista             | 35,62 / 100,00 |           | Partido Socialista             | 50,66 / 100,00 |
| Alcântara               |             | PSD-CDS-MPT-PPM                | 30,82 / 100,00 |           | Partido Socialista             | 33,57 / 100,00 |
| Alvalade                |             | PSD-CDS-MPT-PPM                | 54,65 / 100,00 |           | Partido Socialista             | 36,99 / 100,00 |
| Areeiro                 | Não Existia | Não Existia                    | Não Existia    |           | PSD-CDS-MPT                    | 37,11 / 100,00 |
| Arroios                 | Não Existia | Não Existia                    | Não Existia    |           | Partido Socialista             | 37,49 / 100,00 |
| Avenidas Novas          | Não Existia | Não Existia                    | Não Existia    |           | PSD-CDS-MPT                    | 34,52 / 100,00 |
| Beato                   |             | Partido Socialista             | 56,62 / 100,00 |           | Partido Socialista             | 64,13 / 100,00 |
| Belém                   | Não Existia | Não Existia                    | Não Existia    |           | PSD-CDS-MPT                    | 42,78 / 100,00 |
| Benfica                 |             | Partido Socialista             | 39,94 / 100,00 |           | Partido Socialista             | 47,48 / 100,00 |
| Campo de Ourique        | Não Existia | Não Existia                    | Não Existia    |           | Partido Socialista             | 41,42 / 100,00 |
| Campolide               |             | Partido Socialista             | 42,39 / 100,00 |           | Partido Socialista             | 56,75 / 100,00 |
| Carnide                 |             | Coligação Democrática Unitária | 40,80 / 100,00 |           | Coligação Democrática Unitária | 46,11 / 100,00 |
| Estrela                 | Não Existia | Não Existia                    | Não Existia    |           | PSD-CDS-MPT                    | 36,39 / 100,00 |
| Lumiar                  |             | PSD-CDS-MPT-PPM                | 44,75 / 100,00 |           | Partido Socialista             | 40,28 / 100,00 |
| Marvila                 |             | Partido Socialista             | 43,76 / 100,00 |           | Partido Socialista             | 44,84 / 100,00 |
| Misericórdia            | Não Existia | Não Existia                    | Não Existia    |           | Partido Socialista             | 45,46 / 100,00 |
| Olivais                 | Não Existia | Não Existia                    | Não Existia    |           | Partido Socialista             | 43,40 / 100,00 |
| Parque das Nações       | Não Existia | Não Existia                    | Não Existia    |           | Grupo de Cidadãos              | 40,87 / 100,00 |
| Penha de França         |             | Partido Socialista             | 39,73 / 100,00 |           | Partido Socialista             | 43,46 / 100,00 |
| Santa Clara             | Não Existia | Não Existia                    | Não Existia    |           | Partido Socialista             | 40,24 / 100,00 |
| Santa Maria Maior       | Não Existia | Não Existia                    | Não Existia    |           | Partido Socialista             | 40,31 / 100,00 |
| Santo António           | Não Existia | Não Existia                    | Não Existia    |           | PSD-CDS-MPT                    | 41,84 / 100,00 |
| São Domingos de Benfica |             | PSD-CDS-MPT-PPM                | 45,39 / 100,00 |           | Partido Socialista             | 38,76 / 100,00 |
| São Vicente             | Não Existia | Não Existia                    | Não Existia    |           | Partido Socialista             | 33,90 / 100,00 |